# Giro d'Italia
Il Giro d'Italia (detto anche Giro o Corsa Rosa) è una corsa a tappe di ciclismo su strada professionistico che si svolge annualmente lungo le strade italiane.
Istituito nel 1909 su idea dei giornalisti Tullo Morgagni, Eugenio Camillo Costamagna e Armando Cougnet, è una delle tre corse a tappe più importanti del calendario ciclistico, insieme al Tour de France e alla Vuelta a España, ed è inserito dall'Unione Ciclistica Internazionale nel circuito professionistico del World Tour; storicamente è da ritenersi la seconda corsa a tappe più prestigiosa dopo quella francese, anche se, a cavallo tra gli anni quaranta e gli anni cinquanta e durante gli anni settanta il prestigio e il numero di grandi ciclisti iscritti portarono il Giro ad avere un'importanza pari a quella del Tour.
A partire dalla prima edizione si è sempre disputato, salvo che per le interruzioni dovute alla prima e alla seconda guerra mondiale, nell'arco di tre settimane tra i mesi di maggio e giugno, fatta eccezione per il 1946, quando si corse tra giugno e luglio, e il 2020, anno in cui, a causa della pandemia di COVID-19, venne rinviato a ottobre. La corsa si svolge sul territorio italiano, ma occasionalmente il percorso può interessare località al di fuori dei confini italiani (sconfinamenti, arrivi o partenze di tappa, prime tappe). Mentre il luogo di partenza è in genere ogni volta diverso, l'arrivo è stato posto il più delle volte a Milano, città sede de La Gazzetta dello Sport, il quotidiano sportivo che organizza la corsa sin dalla sua istituzione. Proprio il colore delle pagine della Gazzetta, il rosa, caratterizza dal 1931 la maglia del ciclista primo in classifica; per questo motivo il Giro è noto anche come "Corsa rosa". Nel corso degli anni il Giro d'Italia ha visto la collaborazione come sponsor di molti top brand italiani e internazionali, tra cui Enel, Mediolanum, Trenitalia, Estathé, Sara Assicurazioni, Toyota, GLS.
Il record di vittorie al Giro (cinque edizioni) è condiviso da tre ciclisti: gli italiani Alfredo Binda, vincitore tra il 1925 e il 1933, e Fausto Coppi, vincitore tra il 1940 e il 1953, e il belga Eddy Merckx, che vinse tra il 1968 e il 1974. Per quel che riguarda le vittorie di tappa, il record appartiene al velocista italiano Mario Cipollini, che nell'edizione del 2003 raggiunse le 42 vittorie, superando così il record di 41 vittorie che dagli anni trenta apparteneva ad Alfredo Binda; a quest'ultimo rimangono i record di vittorie di tappa in una stessa edizione, 12 tappe su 15 nel 1927, e di vittorie di tappa consecutive, ben 8 nel 1929. Parallelamente ogni anno è organizzato anche il Giro Next GEN, riservato alla categoria Under-23 uomini, e il Giro Donne, riservato alla categoria professionistica femminile.

## Storia

### 1909-1918: la nascita e i primi anni

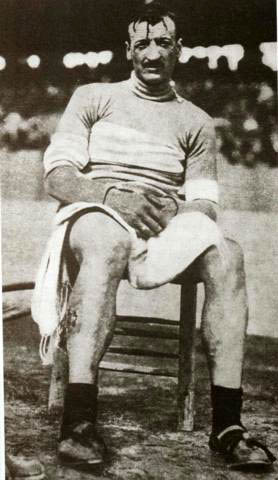
Luigi Ganna vincitore al Giro 1909

La nascita del Giro venne formalizzata con un annuncio sulla Gazzetta dello Sport il 24 agosto 1908, con la promessa di 25 000 lire di premio al vincitore e la volontà di organizzare «una delle prove più ambite e maggiori del ciclismo internazionale». Nell'organizzazione del Giro la Gazzetta dello Sport anticipò di poco il Corriere della Sera, che stava per dare il via a un'iniziativa ciclistica nazionale sulla scorta dell'analogo Giro automobilistico d'Italia lanciato qualche anno prima. Il primo Giro d'Italia partì il 13 maggio 1909 alle 2:53 da Piazzale Loreto, a Milano, con 127 ciclisti al via. La prima tappa di sempre fu vinta da Dario Beni sul traguardo di Bologna dopo 397 km a 28,090 di media oraria. Fra il 13 e il 30 maggio si corsero otto tappe, per complessivi 2 447 chilometri, che videro affrontarsi i migliori ciclisti dell'epoca: tra essi Giovanni Gerbi, Giovanni Rossignoli, Luigi Ganna (cui andò la vittoria finale), Carlo Galetti, Eberardo Pavesi e Giovanni Cuniolo. La classifica fu stilata a punti, sulla base dei piazzamenti nelle tappe, e il montepremi effettivo fu di 18 900 lire, di cui 5 325 per il vincitore.
Le due seguenti edizioni videro imporsi Carlo Galetti, sempre con un sistema di graduatoria a punti. Da segnalare negli annali è il quarto Giro, quello del 1912, in cui venne stilata la sola classifica per squadre: la vittoria andò così ufficialmente all'Atala (formata da Ganna, Galetti, Pavesi e Micheletto), e solo in via ufficiosa, a livello individuale, a Carlo Galetti. Dopo un Giro 1913 in cui si tornò alla classifica individuale a punti, vinto da Carlo Oriani, nel 1914 fu introdotta la classifica generale a tempo, tuttora in vigore, che sostituiva quella a punti: si impose Alfonso Calzolari, nonostante una penalizzazione di tre ore comminatagli dalla Gazzetta e l'iniziale squalifica da parte dell'Unione velocipedistica italiana, revocatagli solo nel 1915 dal Tribunale di Milano, per essersi attaccato a un'autovettura sulla Salita delle Svolte, in Abruzzo. Quel Giro 1914, considerato il più duro di sempre, fu portato al termine da soli otto ciclisti su 81 partiti; si ebbero anche la tappa più lunga, 430,3 km da Lucca a Roma, e la media oraria di percorrenza più bassa di sempre, 23,347 km/h.
La partenza della corsa nelle prime edizioni del Giro fu sempre a Milano, tranne che nel 1911, quando si partì da Roma per celebrare il cinquantenario dell'Unità d'Italia; l'arrivo fu invece posto a Milano nel 1909, 1910, 1913 e 1914, mentre nel 1911 fu ancora a Roma e nel 1912 fu spostato da Milano a Bergamo con l'aggiunta di un'ulteriore tappa in sostituzione della frazione Pescara-Roma annullata per lo straripamento di un torrente. Dal 1915 al 1918 la corsa dovette quindi fermarsi per l'ingresso dell'Italia nella prima guerra mondiale.

### 1919-1935: l'epoca eroica di Girardengo, Brunero e Binda

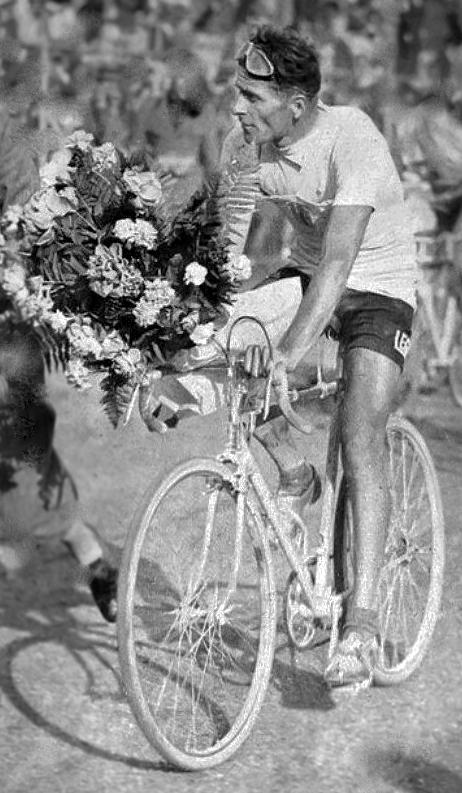
Alfredo Binda in rosa, premiato per la vittoria al Giro 1933

Dopo la Prima guerra mondiale al Giro si misero in evidenza diversi campioni che sarebbero divenuti leggendari: Costante Girardengo, Giovanni Brunero, Alfredo Binda e Gaetano Belloni. Girardengo (1919 e 1923), Belloni (1920) e Brunero (1921 e 1922) vinsero i primi cinque Giri d'Italia dopo la Grande Guerra. L'edizione subito seguente, quella del 1924, fu invece caratterizzata dall'assenza dei grandi campioni, a causa dello sciopero delle principali squadre per disaccordi sui premi con l'organizzazione, e i ciclisti al via si schierarono come "isolati": vinse Giuseppe Enrici. Quel Giro è ricordato anche per la partecipazione dell'unica donna, Alfonsina Strada, ad aver mai preso parte alla corsa insieme agli uomini. Nell'edizione del 1925 fu quindi il giovane Binda a prevalere distanziando i rivali di diversi minuti. Tra il 1926 e il 1929 Binda trovò solo Brunero come valido rivale e riuscì a vincere tre Giri consecutivi, lasciando a Brunero solo l'edizione del 1926. Il dominio di Binda era tale che gli organizzatori del Giro decisero di non farlo partecipare all'edizione 1930, riconoscendogli comunque un premio pari a quello che sarebbe spettato al vincitore, cioè 22 500 lire; a vincere quel Giro fu così Luigi Marchisio. Le due edizioni seguenti andarono invece a Francesco Camusso e Antonio Pesenti.
Armando Cougnet, ideatore e factotum del Giro d'Italia fin dalla sua fondazione e fino al 1948, aveva deciso intanto nel 1931 di istituire per il leader della corsa un simbolo che lo rendesse riconoscibile a prima vista in mezzo al gruppo di ciclisti. Fu così introdotta la maglia rosa, dal colore delle pagine della Gazzetta, che venne vestita per la prima volta da Learco Guerra al termine della prima tappa del Giro 1931 tra Milano e Mantova. Al Giro 1933 fu invece introdotto il Gran Premio della Montagna, con quattro salite che assegnavano punti; in quella stessa edizione si ebbe la prima tappa a cronometro, da Bologna a Ferrara. A conquistare la prima classifica GPM, come anche la prima cronometro, fu Binda, che si aggiudicò anche quel Giro 1933, dopo due anni di sfortunati ritiri. Nel 1934 Learco Guerra vinse il suo primo e unico Giro, mentre l'anno dopo a imporsi fu Vasco Bergamaschi.

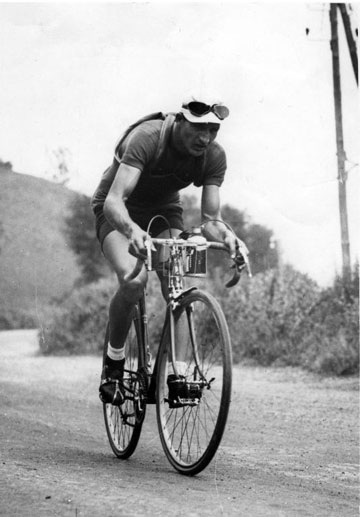
Gino Bartali

La partenza del Giro fu posta per tutte le edizioni a Milano, tranne nel 1929 (a Roma) e nel 1930 (a Messina), mentre l'arrivo fu piazzato sempre a Milano. Nell'edizione 1920 la corsa sconfinò per la prima volta, i ciclisti affrontarono infatti la salita del Monte Ceneri, nel Canton Ticino svizzero.

### 1936-1955: gli anni d'oro di Coppi, Bartali e Magni
Dal 1936 fino allo scoppio della seconda guerra mondiale il Giro fu vinto per due volte da Gino Bartali, quindi per due volte da Giovanni Valetti e infine, nel 1940, da un appena ventenne e semisconosciuto Fausto Coppi, tuttora il più giovane vincitore della "Corsa rosa". La guerra, in cui l'Italia entrò ufficialmente il 10 giugno 1940, all'indomani della vittoria di Coppi, portò all'interruzione della corsa per cinque anni, dal 1941 al 1945. Nel 1942 e 1943, con la denominazione di "Giro d'Italia di guerra", vennero organizzate due competizioni multi-prova vinte rispettivamente da Gino Bartali e Glauco Servadei; la classifica finale teneva conto non dei tempi, ma dei piazzamenti ottenuti dai ciclisti nelle diverse prove, e anche per questo motivo i Giri di guerra non rientrano nel computo delle edizioni del Giro d'Italia.
Il primo Giro dopo la Seconda guerra mondiale, nel 1946, partì il 15 giugno (a meno di due settimane dal referendum istituzionale), e si concluse il 17 luglio con la vittoria di Bartali davanti a Coppi dopo un lungo duello; quel Giro, il "Giro della Rinascita", viene ricordato anche per la sassaiola con cui numerosi attivisti filo-jugoslavi bersagliarono la carovana del Giro durante la dodicesima tappa, nei pressi di Pieris, interrompendo temporaneamente la corsa. Le edizioni seguenti, negli anni di massima popolarità del ciclismo, andarono a Coppi, Fiorenzo Magni (celebre "terzo uomo" nel dualismo Coppi-Bartali) e ancora a Coppi. Proprio al Giro 1949 il "Campionissimo" dimostrò la sua forza: nella tappa Cuneo-Pinerolo andò infatti all'attacco sul primo dei cinque colli della frazione, il Colle della Maddalena, sorprendendo Bartali; affrontò poi in solitaria i Colli di Vars, Izoard, Monginevro e Sestriere, e al traguardo, dopo 192 km di fuga, vinse con quasi dodici minuti su Bartali e quasi venti su Alfredo Martini, terzo classificato. Questa vittoria di Coppi è spesso citata tra le più belle imprese sportive nella storia del Giro.

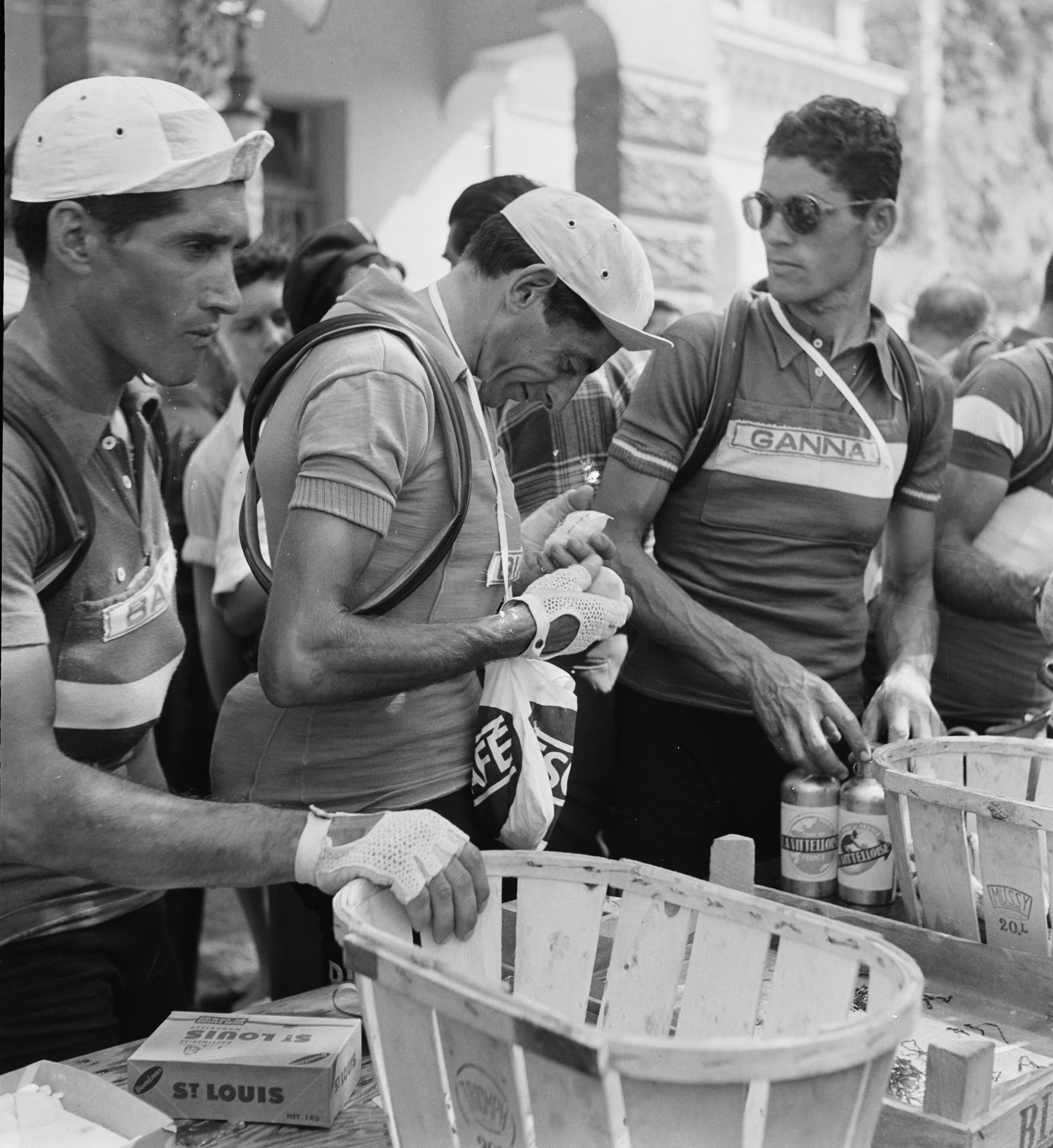
Fausto Coppi

Nel 1950 lo svizzero Hugo Koblet si aggiudicò la corsa, divenendo il primo corridore straniero a vincere il Giro d'Italia. Altri successi andarono a Magni e a Coppi dopodiché fu nuovamente un corridore svizzero, Carlo Clerici, a vincere la "Corsa rosa" nell'edizione 1954 grazie a un'inaspettata "fuga bidone" nella prima settimana di gara, all'Aquila. L'ultimo successo dell'epoca d'oro andò a Fiorenzo Magni. Durante questi anni il Giro iniziò e terminò quasi sempre nella città sede della Gazzetta dello Sport, ovvero Milano, eccetto nelle edizioni del 1949, dove la partenza fu fissata a Palermo e l'arrivo a Monza, nel 1950 dove l'arrivo fu a Roma e nel 1954 quando fu ancora Palermo sede di partenza del Giro. Tra il 1949 e il 1953 la corsa, allora molto seguita, fu anche oggetto di un celebre programma radiofonico parodistico, il Giringiro di Garinei e Giovannini. Risale invece al 1948 il film Totò al Giro d'Italia, che vede la partecipazione anche di numerosi campioni di ciclismo dell'epoca.

### 1956-1966: le vittorie di Gaul, Anquetil e Balmamion

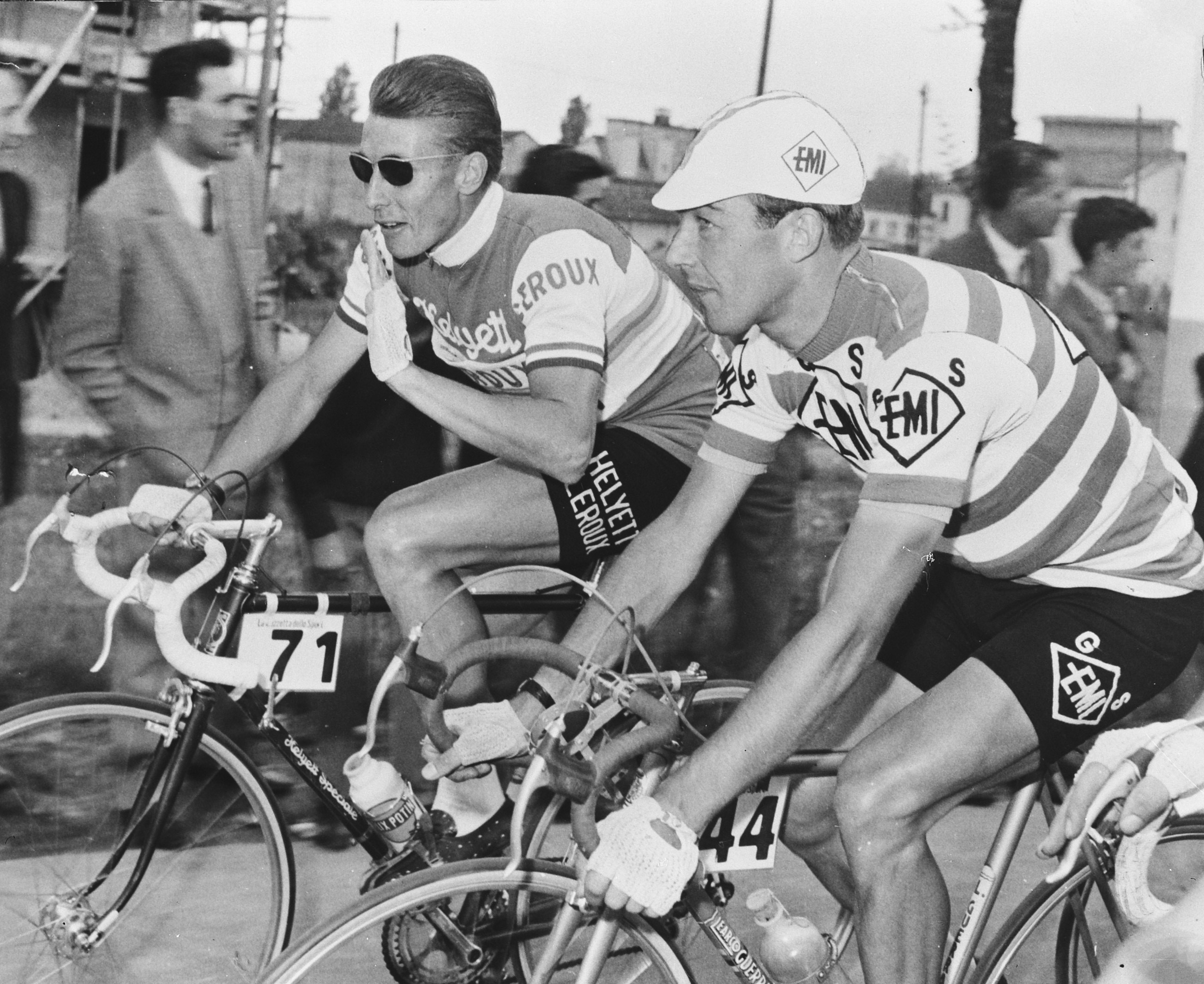
Jacques Anquetil (a sinistra) e Charly Gaul in azione al Giro 1959

Dalla seconda metà degli anni Cinquanta cominciarono ad intensificarsi i risultati ottenuti dai ciclisti stranieri, tra cui spiccano le vittorie del lussemburghese Charly Gaul e del francese Jacques Anquetil. Gaul vinse il suo primo Giro nel 1956: risale proprio a quell'edizione la celebre tappa da Merano al Monte Bondone, vinta dallo scalatore lussemburghese al termine di cinque salite, pioggia, neve, vento e gelo e più di nove ore in sella. Al traguardo Gaul precedette di quasi otto minuti Alessandro Fantini e di oltre dodici Magni andando così ad indossare la maglia rosa che tenne fino alla fine della corsa. In quella tappa Magni si fratturò la clavicola, riuscì ad arrivare al traguardo reggendo il manubrio con un copertone stretto tra i denti per sopportare il dolore. Gaul vinse la "Corsa rosa" anche nel 1959, davanti ad Anquetil, che invece si imporrà, grazie soprattutto alle proprie doti a cronometro, nelle edizioni del 1960 (davanti a Gaul) e del 1964.
Ai successi dei due campioni stranieri si intervallarono quelli degli italiani: Gastone Nencini nel 1957, Ercole Baldini nel 1958, Arnaldo Pambianco nel 1961 (superando Anquetil con una fuga a sorpresa nella tappa di Firenze) e per due volte Franco Balmamion, che si impose nel 1962 e 1963 pur senza ottenere successi di tappa. Seguirono le vittorie di Vittorio Adorni e Gianni Motta nel biennio 1965-1966, entrambe davanti allo sfortunato Italo Zilioli (secondo anche nel 1964). Risale proprio al 1966 l'introduzione della classifica a punti, contraddistinta dal 1967 da una maglia rossa e dal 1970 dalla tradizionale maglia ciclamino.
Dal 1956 al 1964 il traguardo finale del Giro fu sempre a Milano, mentre la sede di partenza, dal 1960 in poi, fu di anno in anno spostata. Nel 1960, per celebrare i Giochi della XVII Olimpiade, il via fu dato a Roma, mentre l'anno dopo la carovana prese il via da Torino, prima capitale del Regno d'Italia, per celebrare il Centenario dell'Unità nazionale; sempre nell'ambito delle celebrazioni del Centenario la carovana sbarcò per la prima volta in Sardegna per disputare la quarta tappa della corsa, un circuito cittadino a Cagliari. Quattro anni dopo, nel 1965, il Giro prese invece per la prima volta il via dall'estero, da San Marino, e l'anno dopo partì dal Principato di Monaco. In concomitanza con il Giro 1963 fece il suo debutto sul Programma Nazionale la trasmissione televisiva Il processo alla tappa, condotta da Sergio Zavoli, che raccontava giorno per giorno gli eventi della "Corsa rosa" con il contributo di giornalisti, tecnici e ciclisti. La trasmissione venne interrotta dopo il Giro 1970, per essere poi rilanciata in Rai quasi trent'anni dopo, nel 1998.

### 1967-1978: gli anni di Merckx e Gimondi

Eddy Merckx (in rosa) e Felice Gimondi al Giro 1970

Nel 1967 incominciò per il Giro una nuova era, quella della rivalità tra il "Cannibale" belga Eddy Merckx e l'italiano Felice Gimondi. Merckx vinse cinque Giri in sette anni (1968, 1970, 1972, 1973 e 1974), mentre Gimondi trionfò in tre occasioni, nel 1967, 1969 (dopo la squalifica del rivale) e 1976, concludendo anche due volte secondo e quattro volte terzo; è proprio di Gimondi il record assoluto di podi al Giro, nove. In mezzo alle vittorie dei due campioni, arrivarono i successi dello svedese Gösta Pettersson nel 1971, di Fausto Bertoglio sullo Stelvio nel 1975 (in entrambe le occasioni, complice l'assenza di Merckx) e a seguire quelli dei belgi Michel Pollentier e Johan De Muynck nel biennio 1977-1978.
In questo periodo la città destinata ad ospitare la partenza fu cambiata annualmente, e solo in due edizioni Milano ospitò l'inizio della corsa; anche la località di arrivo fu variata in diverse edizioni, ma nella maggior parte dei casi fu mantenuta a Milano. Nel 1973 il Giro partì per la prima volta dal Belgio, con cinque tappe che toccarono anche Paesi Bassi, Germania Ovest, Lussemburgo e Francia, i paesi fondatori della Comunità economica europea.

### 1979-1989: il dualismo Saronni-Moser e l'arrivo di Hinault
Conclusasi l'epoca di Merckx e Gimondi, nel 1979, a soli 21 anni, Giuseppe Saronni vinse il suo primo Giro d'Italia davanti a colui che sarebbe diventato il suo più grande rivale, Francesco Moser. A inizio anni Ottanta arrivò al Giro d'Italia il francese Bernard Hinault: già dominatore al Tour, il celebre campione partecipò a soli tre Giri, nel 1980, 1982 e 1985, vincendoli tutti. Giovanni Battaglin, Saronni e Moser (finalmente vincitore a quasi 33 anni) si spartirono, rispettivamente nel 1981, 1983 e 1984, gli altri successi nella prima metà del decennio.

Bernard Hinault in maglia rosa sul finire del vittorioso Giro 1980

Con il ritiro dalle corse di Hinault e il calo di Moser e Saronni, le vittorie della "Corsa rosa" tra il 1986 e il 1989 andarono a Roberto Visentini, all'irlandese Stephen Roche (che in quel 1987 vinse anche Tour de France e titolo mondiale), allo statunitense Andrew Hampsten, primo non europeo a far suo il Giro, e al francese Laurent Fignon. Da segnalare, tra i fatti di questi anni, l'episodio della bufera di neve sul Passo Gavia al Giro 1988, con il successo di tappa di Erik Breukink davanti a Hampsten (poi vincitore), e i pesanti distacchi rimediati dagli altri favoriti. In questo periodo Milano ospitò l'arrivo del Giro in sole tre edizioni, mentre la partenza, eccetto che nel 1982, non avvenne mai nel capoluogo lombardo.

### 1990-1999: da Bugno e Indurain a Gotti e Pantani

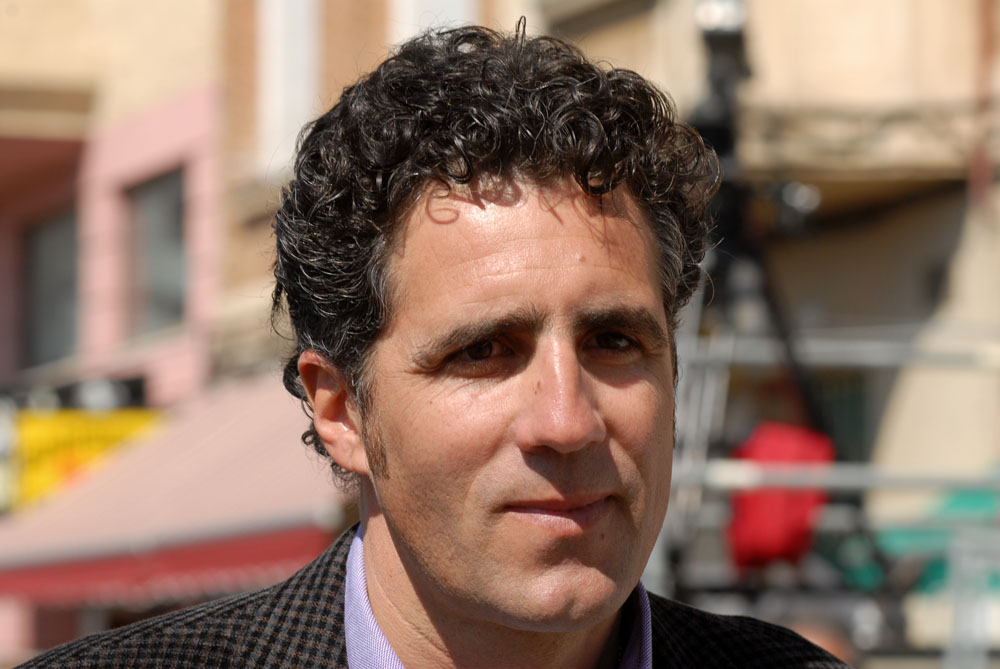
Miguel Indurain, due volte vincitore nel biennio 1992-1993

Nella prima metà degli anni 1990 il Giro fu animato dalle sfide tra Gianni Bugno, Franco Chioccioli, Claudio Chiappucci e Miguel Indurain. Bugno indossò la maglia rosa dal prologo all'ultima tappa nell'edizione 1990, Chioccioli fece suo il Giro 1991 (quell'anno la corsa tornò in Sardegna dopo 30 anni), mentre Chiappucci dovette accontentarsi di tre podi, due secondi e un terzo posto. Indurain, già protagonista al Tour de France, conquistò invece, grazie al predominio nelle prove a cronometro, le edizioni del 1992, con oltre cinque minuti su Chiappucci, e del 1993, in cui precedette di meno di un minuto, e non senza difficoltà, il lettone Pëtr Ugrjumov.
Il Giro del 1994 andò al giovane Evgenij Berzin: il russo prese il comando nella quarta tappa a Campitello Matese e pochi giorni dopo consolidò il vantaggio vincendo la cronometro di Follonica. Sulle Dolomiti, quando tutti aspettavano la risposta del grande favorito Indurain, si prese la scena un altro giovane corridore, Marco Pantani, che staccando tutti i principali uomini di classifica negli arrivi di Merano e sull'Aprica, giunse a un minuto dalla maglia rosa. Berzin, però, fece sua un'altra cronometro in Liguria e ristabilì le distanze con l'avversario, precedendo a Milano proprio Pantani e Indurain, quest'ultimo per la prima volta sconfitto al Giro.

Marco Pantani in maglia rosa al Giro 1998

Nelle successive edizioni trionfarono, nell'ordine, Tony Rominger, Pavel Tonkov e Ivan Gotti. Marco Pantani, tornato al Giro dopo due forfait per infortunio (1995 e 1996) e un ritiro per una caduta (1997), riuscì a vincere l'edizione del 1998. In quell'anno, il "Pirata" dapprima, dopo una lunga rincorsa, estromise il favorito Alex Zülle dalla corsa al podio (stroncandone le ambizioni sulle Alpi), dopodiché batté Tonkov in salita al Plan di Montecampione e nella successiva cronometro individuale, conquistando definitivamente la corsa e la classifica scalatori. Poche settimane più tardi, Pantani avrebbe trionfato anche al Tour de France, diventando l'ultimo ciclista italiano a esser riuscito a inanellare la cosiddetta "doppietta Giro-Tour" nello stesso anno.
Il "Pirata" si presentò coi favori del pronostico al Giro del 1999, cogliendo la maglia rosa al primo vero arrivo in salita, nella cornice di un Gran Sasso d'Italia innevato; alternatosi al comando con Laurent Jalabert, vinse ancora negli arrivi al Santuario di Oropa, sull'Alpe di Pampeago e a Madonna di Campiglio, riconquistando la maglia rosa e arrivando a due tappe dalla fine della corsa con più di 5' di vantaggio sul primo inseguitore, Paolo Savoldelli. Tuttavia, il 5 giugno, nel giorno in cui la corsa s'inerpicava sul Passo del Mortirolo, fu fermato alla partenza in via precauzionale a causa di valori di ematocrito fuori norma; Pantani rimase dunque escluso dal Giro che stava dominando, tra lo stupore di tifosi e appassionati. La corsa andò inaspettatamente a Ivan Gotti, che bissò così il successo del 1997.
Tra il 1991 e il 1999, l'arrivo fu sempre disposto a Milano. Nel 1996, il Giro partì da Atene, in Grecia, per celebrare il centenario dei primi Giochi olimpici dell'era moderna, mentre nel 1998 partì da Nizza, in Francia.

### 2000-2010: il decennio di Simoni, Savoldelli e Basso

Paolo Savoldelli, due volte vincitore nel 2002 e 2005

Il Giro 2000 prese il via da Roma, per celebrare l'anno del Giubileo. Dopo una prima settimana dedicata ai velocisti, sulle prime montagne Francesco Casagrande prese la maglia rosa, mantenendola nelle tappe successive a dispetto degli attacchi di Gilberto Simoni e di Stefano Garzelli. La gara si decise sulle Alpi, in particolare nell'ascesa del Col du Izoard (dove Pantani, in versione gregario, permise al compagno di squadra Garzelli di neutralizzare i suoi avversari) e nella cronoscalata del Sestriere, dove il nuovo capitano della Mercatone Uno completò la sua rimonta, scalzando Casagrande (2° a Milano) e difendendosi da Simoni, 3°.
L'anno seguente fu Dario Frigo a guidare la generale per nove giorni. La situazione cambiò nel "tappone" dolomitico che prevedeva l'ascesa alla Marmolada e al Pordoi, con Simoni che prese il simbolo del primato. Frigo provò invano il sorpasso a cronometro, ma dopo le perquisizioni dei NAS a Imperia, con il rinvenimento di sostanze dopanti nella sua stanza, fu allontanato dalla corsa. La tappa dell'indomani fu annullata, Simoni vinse poi anche la frazione di Arona, suggellando così il successo finale.

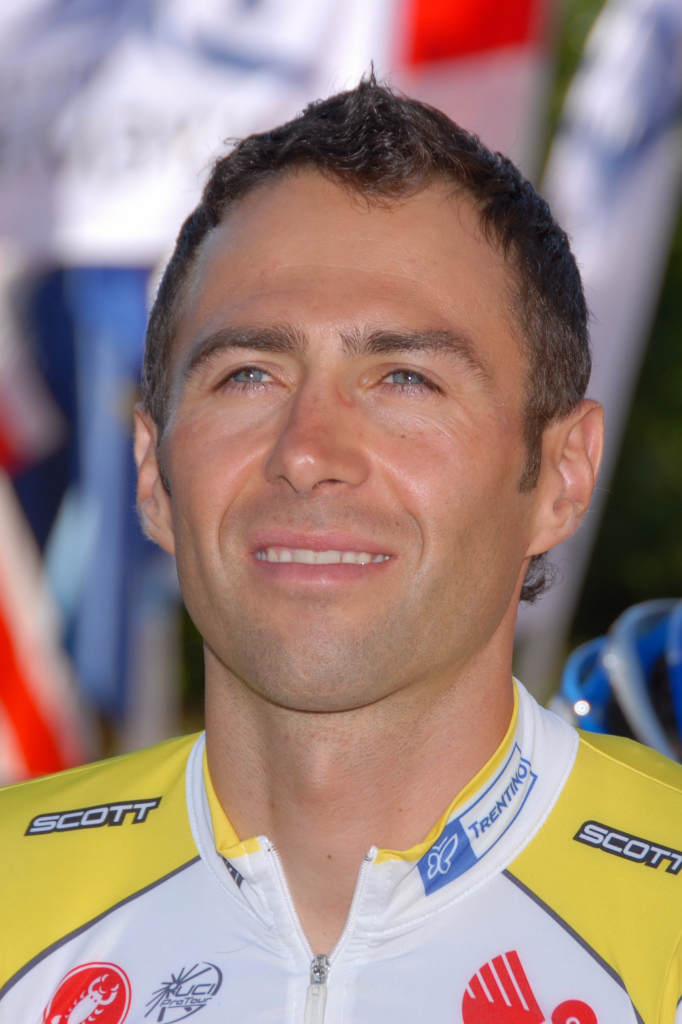
Gilberto Simoni, due volte vincitore nel 2001 e 2003

Nel 2002 la corsa partì nei Paesi Bassi e percorse Germania, Belgio, Francia e Lussemburgo per celebrare l'Unione europea e l'Unione economica e monetaria. Fu un Giro caratterizzato dalle squalifiche eccellenti: in rosa già dal terzo giorno, Garzelli fu trovato positivo a un diuretico e squalificato. Il simbolo del primato passò al tedesco Jens Heppner, che lo tenne per dieci giorni. A Campitello Matese vinse Simoni, ma anche lui fu squalificato per una positività alla cocaina, così come Casagrande, punito per una scorrettezza in gara. Nell'ultima tappa alpina, Paolo Savoldelli riuscì a staccare il rivale Tyler Hamilton e a prendere il primato, resistendo quindi nell'ultima cronometro e festeggiando così la sua prima vittoria al Giro.
Nell'edizione 2003, dopo un inizio adatto ai velocisti (Alessandro Petacchi vinse sei tappe in volata), sul Terminillo Garzelli conquistò la maglia rosa, ma fu presto scavalcato da Simoni. Il corridore trentino dimostrò un ottimo smalto, vincendo sullo Zoncolan, inserito per la prima volta nel Giro, a Pampeago e a Cascata del Toce, conquistando il suo secondo Giro in tre anni. Quest'edizione fu anche l'ultima alla quale partecipò Marco Pantani, classificatosi 13°, e che sarebbe deceduto pochi mesi più tardi a Rimini.
L'edizione 2004 partì proprio nel ricordo della tragica scomparsa del Pirata. Nelle prime due settimane si assisté alla sfida tra la rivelazione Damiano Cunego, Gilberto Simoni e l'ucraino Jaroslav Popovyč. Nelle ultime quattro tappe sulle Alpi, Cunego trionfò a Falzes e a Bormio (in quel Giro vinse in tutto quattro tappe), consolidò il vantaggio sul secondo, Serhij Hončar, facendo sua la "Corsa rosa". Terzo chiuse Simoni, mentre Petacchi vinse ben nove tappe in volata.
Nell'edizione 2005 fu Ivan Basso a prendere la leadership dopo i primi arrivi in altura; il varesino andò però in crisi sullo Stelvio e non solo fu scalzato da Savoldelli, ma finì per precipitare in classifica. Simoni e la rivelazione José Rujano recuperarono su Savoldelli in salita, salvo poi perdere a cronometro quanto avevano guadagnato. La gara si decise anche quell'anno sul Sestriere: Rujano, Simoni e Danilo Di Luca attaccarono da lontano, Savoldelli riuscì però a controllare a distanza e a vincere con soli 28 secondi su Simoni.

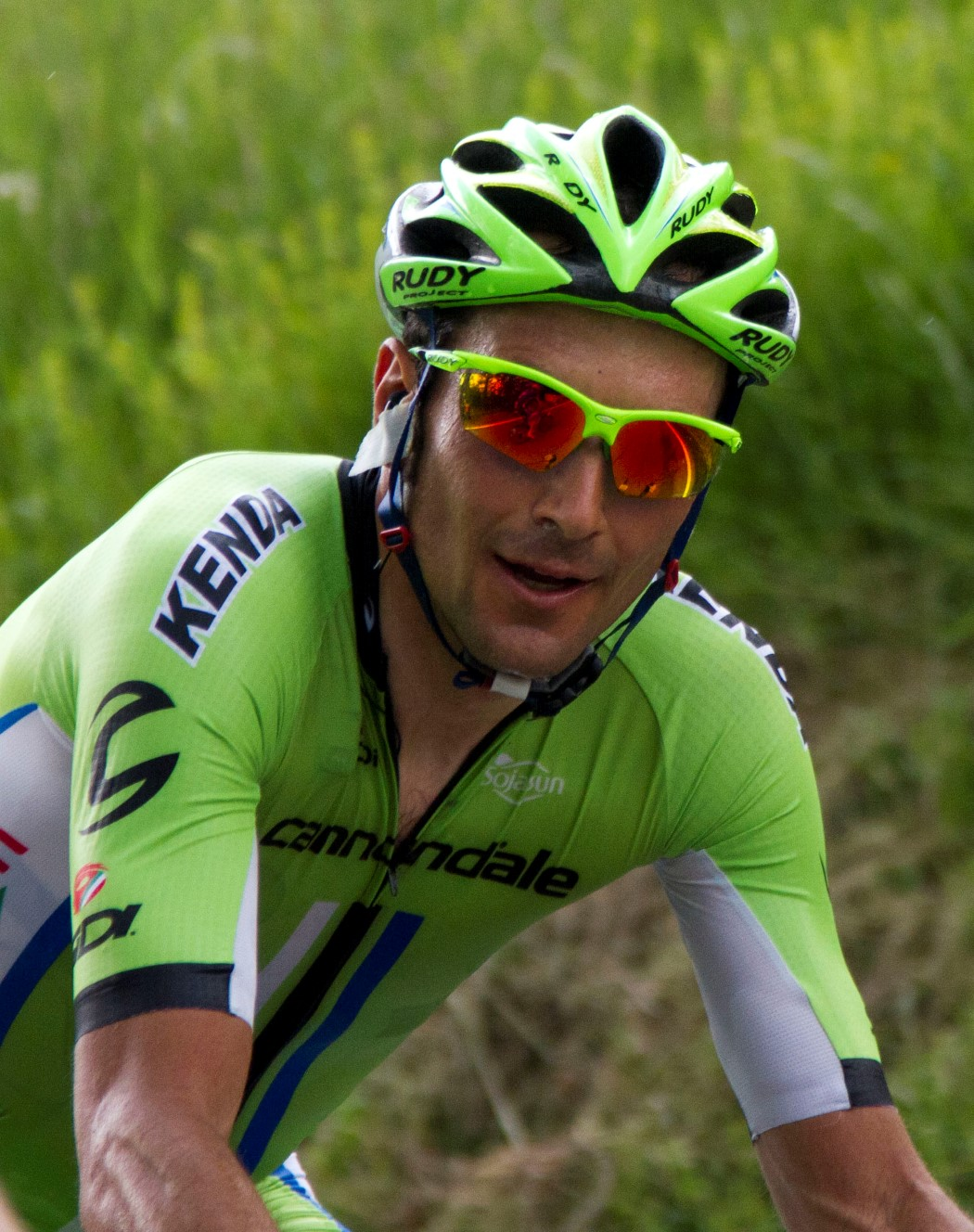
Ivan Basso, vincitore nel 2006 e nel 2010

Nel 2006, la corsa partì dal Belgio in memoria dei minatori italiani morti nel disastro di Marcinelle nel 1956. Ivan Basso dominò la corsa, vincendo alla Maielletta e a Trento, classificandosi inoltre secondo nella cronometro di Pontedera, a La Thuile e sul Passo Furcia; suggellò infine il trionfo all'Aprica, imponendosi in solitaria. In classifica precedette di quasi 10' lo spagnolo José Enrique Gutiérrez, di 12' Simoni e di quasi 20' Cunego e Savoldelli.
Nel 2007 la corsa prese il via dalla Sardegna, con una cronosquadre da Caprera a La Maddalena per ricordare i 200 anni dalla nascita di Giuseppe Garibaldi. Dopo le prime due settimane di equilibrio, a Briançon si impose Danilo Di Luca, che vestì di rosa. Nei giorni seguenti Eddy Mazzoleni e Andy Schleck cercarono di insidiare il primato dell'abruzzese, ma senza riuscire a superarlo, nonostante gli attacchi nella tappa dello Zoncolan, dove fu inaugurato il versante di Ovaro. Vincitore fu Di Luca davanti a Schleck e Mazzoleni.
L'edizione 2008 partì dalla Sicilia. Diversi atleti portarono la maglia rosa nelle prime due settimane di corsa; con le prime salite alpine si mise in evidenza Emanuele Sella, vincitore a sorpresa a Pampeago e al Fedaia, mentre la leadership passò allo spagnolo Alberto Contador. Nonostante gli attacchi di Franco Pellizotti, Simoni, Sella e soprattutto Riccardo Riccò, Contador si difese mantenendo un margine minimo (4") e consolidando infine il primato nella cronometro di Milano. Salirono sul podio lo stesso Riccò e Marzio Bruseghin.
Il 2009 fu l'occasione per festeggiare il centenario della "Corsa rosa"; il Giro di quell'anno partì da Venezia e si concluse a Roma. Di Luca vestì di rosa già alla quinta tappa, consolidando poi la leadership a Pinerolo, prima del sorpasso da parte del russo Denis Men'šov dopo la cronometro di Riomaggiore. Nelle tappe seguenti Men'šov e Di Luca si diedero battaglia, prima della decisiva crono finale di Roma: Men'šov, nonostante una caduta sotto la pioggia, riuscì a mantenere il vantaggio di 20" e a vincere così il suo primo Giro. Terzo chiuse Pellizotti. La classifica verrà poi riscritta dai giudici a causa delle squalifiche per doping di Di Luca prima, e di Pellizotti poi: secondo diventerà Carlos Sastre, terzo Ivan Basso.
Nell'edizione 2010 il via fu da Amsterdam, nei Paesi Bassi. Nei primi dieci giorni si mise in evidenza Aleksandr Vinokurov. Nell'undicesima tappa giunse al traguardo dell'Aquila, con 12'40" sul gruppo, una fuga di 52 corridori: tra essi anche Richie Porte, che andò in testa alla classifica provvisoria, e David Arroyo, che prese la rosa tre giorni dopo. Arroyo resisté inizialmente al favorito Ivan Basso sulle salite, cedendo infine sull'Aprica e nella cronometro finale. Vinse Basso, davanti ad Arroyo e a Vincenzo Nibali, compagno di Basso.

### 2011-2019: gli anni di Contador e Nibali

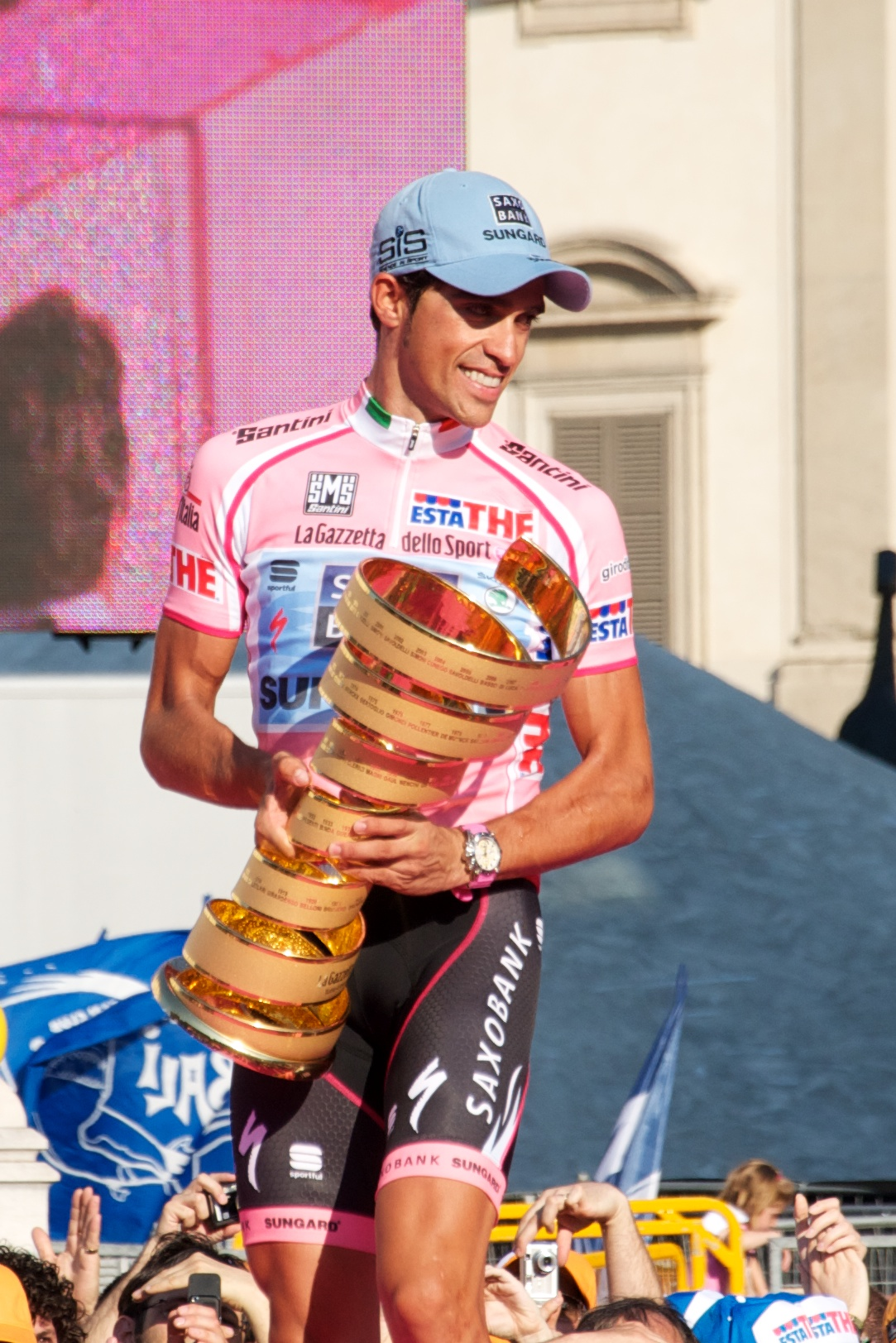
Alberto Contador, dominatore nel 2008 e nel 2015

L'edizione 2011, in omaggio al 150º anniversario dell'Unità d'Italia, partì da Torino. Al terzo giorno la tragedia sconvolse il Giro: lungo la discesa dal Passo del Bocco il ciclista belga Wouter Weylandt cadde ad alta velocità e, nonostante i soccorsi, morì poco dopo. Al termine della prima settimana, sull'Etna, il favorito Alberto Contador staccò tutti e vestì di rosa. Lo spagnolo incrementò il margine sugli altri big, Michele Scarponi e Vincenzo Nibali, anche nelle tre successive tappe alpine della seconda settimana e nella cronoscalata del Nevegal, vincendo nettamente il Giro con oltre sei minuti sui rivali. La successiva squalifica per doping del vincitore, divenuta ufficiale nel febbraio del 2012, darà la maglia rosa a tavolino a Michele Scarponi. Nel 2012 la corsa partì dalla Danimarca. Dopo una prima settimana interlocutoria, la tappa di Rocca di Cambio portò in maglia rosa il canadese Ryder Hesjedal; le tappe seguenti videro l'alternanza in vetta tra Hesjedal e lo spagnolo Joaquim Rodríguez, con quest'ultimo in rosa con 31" di margine dopo l'ultima tappa alpina sullo Stelvio (vinta da Thomas De Gendt). La cronometro finale di Milano vide l'ennesimo colpo di scena, con il sorpasso e il trionfo di Hesjedal per soli 16 secondi su Rodríguez, quarto minor distacco fra primo e secondo classificato nella storia del Giro. Completò il podio De Gendt.

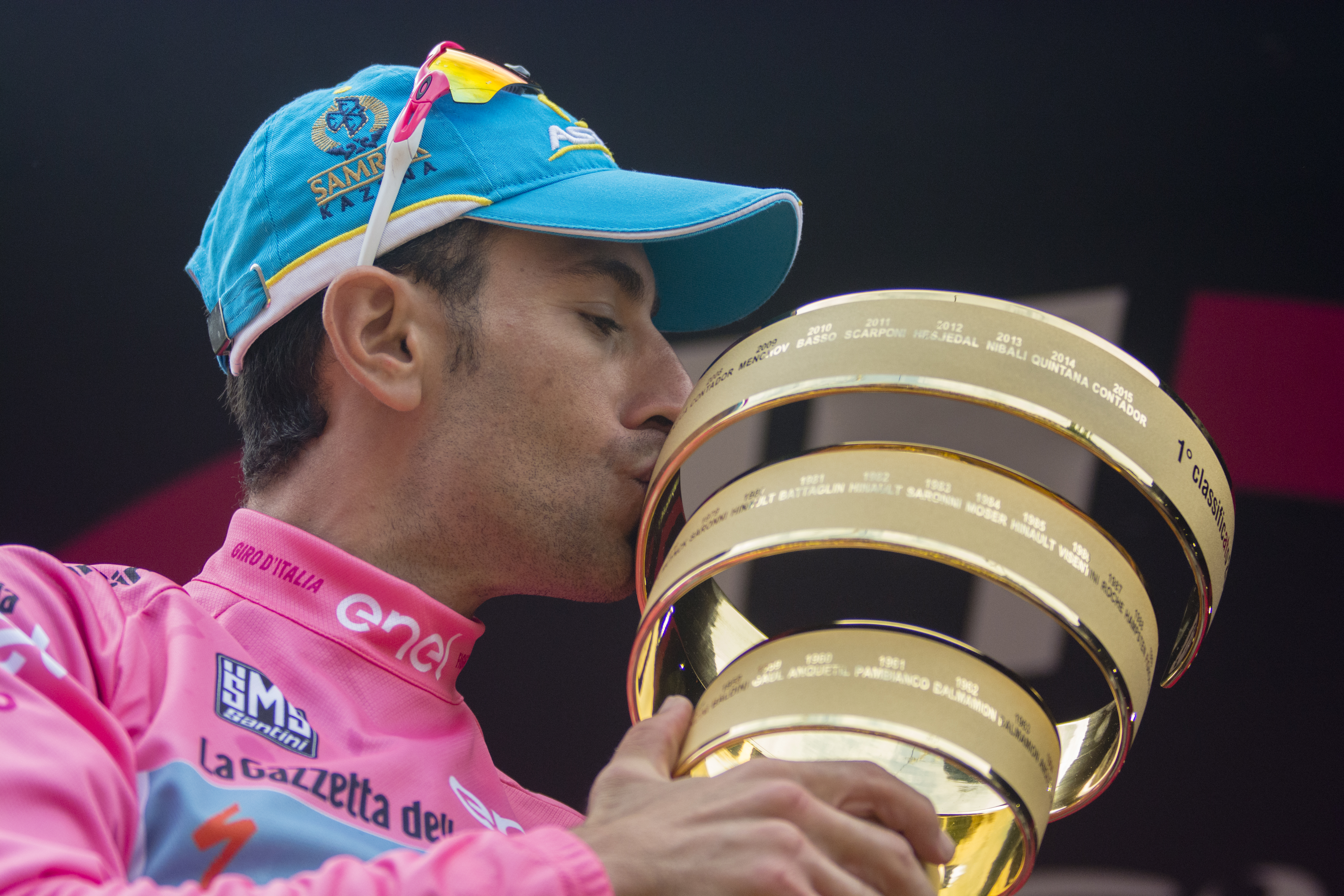
Vincenzo Nibali, vincitore nel 2013 e 2016

Nell'edizione 2013 la gara prese il via a Napoli e si concluse a Brescia. L'annata fu caratterizzata da numerose perturbazioni atmosferiche che fecero modificare molti tracciati delle tappe e perfino annullare per neve la diciannovesima tappa a Val Martello. Al termine della prima settimana, con la cronometro di Saltara, Nibali vestì di rosa; il siciliano resistette agli attacchi di Rigoberto Urán, Cadel Evans e Scarponi, staccò tutti sia nella cronoscalata a Polsa che sulle Tre Cime di Lavaredo e portò il primato fino a Brescia, festeggiando la vittoria. Mark Cavendish vinse cinque tappe in volata. Il Giro 2014 partì da Belfast, in Irlanda del Nord. Dopo la prima settimana di volate (in cui leader fu Michael Matthews) Cadel Evans prese la maglia rosa a Montecopiolo, tallonato da Urán e dal polacco Rafał Majka. La cronometro di Barolo portò Urán al primato, prima del colpo di scena della sedicesima tappa, da Ponte di Legno a Val Martello, con l'attacco da lontano dell'altro colombiano Nairo Quintana, capace di infliggere al traguardo più di 4 minuti ai rivali. Quintana difese il vantaggio nelle altre frazioni alpine, guadagnò nella cronoscalata di Cima Grappa e a Trieste, sede conclusiva, precedette in classifica Urán e il giovane Fabio Aru. Nell'edizione 2015 la corsa prese il via da Sanremo e si concluse a Milano. Alberto Contador si vestì di rosa già al quinto giorno sull'Abetone, inseguito a breve distanza da Richie Porte, Fabio Aru e Mikel Landa (questi ultimi compagni di squadra all'Astana). Contador incrementò il margine nella cronometro di Valdobbiadene, potendo così amministrare nelle tappe successive sulle Alpi, nonostante le vittorie di Landa a Madonna di Campiglio e all'Aprica e di Aru a Cervinia e al Sestriere, e conquistare il Giro 2015 proprio davanti ad Aru e Landa.
Nel 2016 il successo rosa arrise nuovamente a Vincenzo Nibali, già vincitore nel 2013: il siciliano fu abile a recuperare, negli ultimi giorni di gara, un ritardo salito a quasi cinque minuti da Steven Kruijswijk, prendendo la maglia rosa solo al termine della ventesima tappa, a Sant'Anna di Vinadio, e portandola l'indomani al traguardo finale di Torino; il podio fu completato da Esteban Chaves e Alejandro Valverde, mentre Kruijswijk chiuse quarto. Nell'edizione 2017, la numero 100 nella storia del Giro, la partenza fu dalla Sardegna, e il percorso toccò anche la Sicilia; Fernando Gaviria vinse quattro frazioni in volata, mentre a trionfare sul traguardo finale di Milano fu Tom Dumoulin, primo olandese a vincere la corsa, davanti a Quintana (superato da Dumoulin proprio nella tappa finale a cronometro) e Nibali, staccati di meno di un minuto. L'anno dopo la corsa prese il via eccezionalmente da Israele, prima volta per un Grande Giro in territorio extra-europeo; la vittoria fu appannaggio di Chris Froome, che si aggiudicò la maglia rosa e la corsa al termine di una fuga solitaria di oltre 80 km nella diciannovesima tappa a Bardonecchia, davanti a Dumoulin e a Miguel Ángel López. Con questo successo Froome entrò nella storia del ciclismo come uno dei sette corridori capaci di vincere i tre Grandi giri. L'edizione 2019 mise in risalto fin da subito la rivalità tra Vincenzo Nibali e Primož Roglič, i due favoriti alla vigilia; tuttavia, Richard Carapaz sfruttò una situazione di "controllo" dei due e guadagnò ampio margine, difeso su ogni asperità. Con l'arrivo all'Arena di Verona fu proprio l'ecuadoriano a trionfare (primo nella storia del Giro) precedendo rispettivamente lo Squalo e lo sloveno.

### 2020-2023: gli anni della forte Ineos, di Hindley e Roglic
Il Giro d'Italia 2020, inizialmente previsto tra il 9 ed il 31 maggio con partenza a Budapest, in Ungheria, venne posticipato di qualche mese e, per la prima (ed unica) volta, prese il via nel mese di ottobre, a causa della pandemia di COVID-19, con conseguente modifica della sede di partenza, questa volta da Monreale, in Sicilia. Dopo la cronometro iniziale fu Filippo Ganna ad andare in rosa. Vincerà altre due frazioni. Sull'Etna Almeida andò in rosa. Seguentemente ci furono i ritiri di Geraint Thomas e Simon Yates. Almeida riuscì a difendere il primato fino alla tappa in cui c'era da scalare anche lo Stelvio. Qui Kelderman conquistò la maglia rosa, ma due giorni dopo la perse a favore del compagno di squadra australiano Hindley che però dovette definitivamente cederla al britannico Tao Geoghegan Hart nell'ultima decisiva tappa a cronometro.
L'anno seguente ad imporsi fu il colombiano Egan Bernal su uno straordinario Caruso. Mentre nel 2022 il vincitore fu l'australiano Jai Hindley, che si rifece della sconfitta di due anni prima, riuscendo a battere Carapaz.
Il Giro del 2023 fu condizionato dal COVID-19 ed a farne le spese furono molti tra cui Filippo Ganna e Remco Evenepoel, in questa edizione vinse Primoz Roglic imponendosi su Geraint Thomas.

### 2024: l'anno del dominatore Pogačar

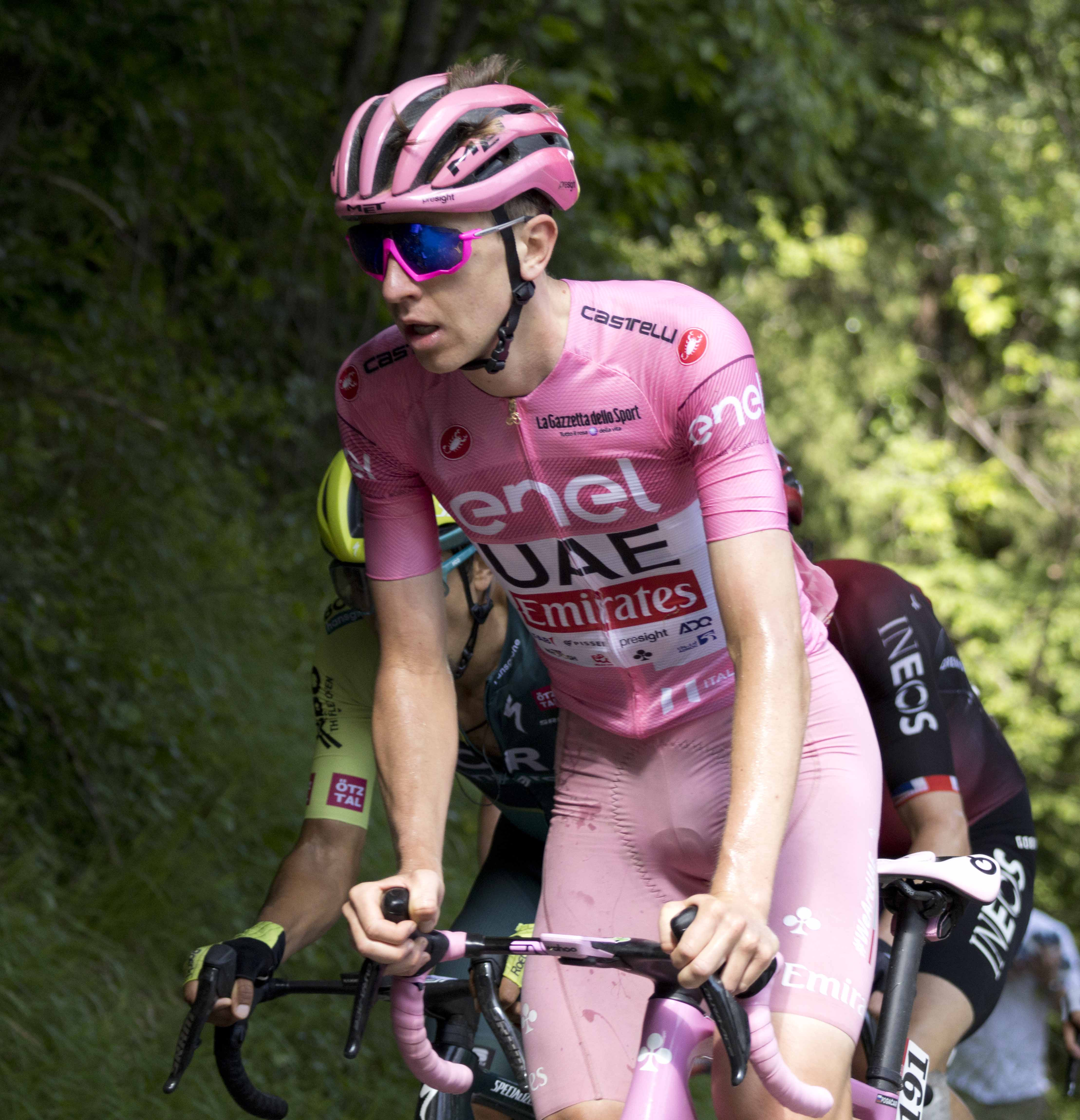
Tadej Pogačar in maglia rosa nel 2024.

Al Giro d'Italia 2024 prese il via per la sua prima volta il campione sloveno Tadej Pogačar della UAE Team Emirates, che indossò la maglia rosa il secondo giorno, dopo l'arrivo in salita al santuario di Oropa, e la mantenne fino all'ultima tappa di Roma. Sul podio con Pogačar il colombiano Daniel Martínez (con un distacco di 9'56") e il britannico Geraint Thomas (a 10'24"), tempi che dimostrano un dominio totale del Giro da parte di Tadej. Il trionfo alla corsa rosa fu coronato anche dalla vittoria della classifica scalatori, oltre che dalle vittorie di tappa a Oropa, Perugia, Prati di Tivo, Livigno, Santa Cristina Valgardena e Bassano del Grappa. Con queste sei vittorie di tappa, Pogačar è (insieme a Eddy Merckx nel 1973) il corridore che nel dopoguerra si è imposto nella classifica generale conquistando il maggior numero di tappe. Questo successo al Giro d'Italia 2024 è stato il primo dei tre successi che con la vittoria del Tour de France 2024 e del Campionato mondiale 2024 lo hanno portato ad aggiudicarsi la Tripla Corona (terzo ciclista della storia, insieme a Eddy Merckx e Stephen Roche, a conquistare Giro, Tour e maglia iridata nello stesso anno).
Jonathan Milan vinse la classifica a punti, con la maglia ciclamino indossata dalla quarta alla ventunesima ed ultima tappa (con un totale di tre volate vincenti: Andora, Francavilla al Mare, Cento), ed un ottimo Antonio Tiberi si aggiudicò la maglia bianca di miglior giovane (con un quinto posto in classifica generale).

## Maglie e trofei

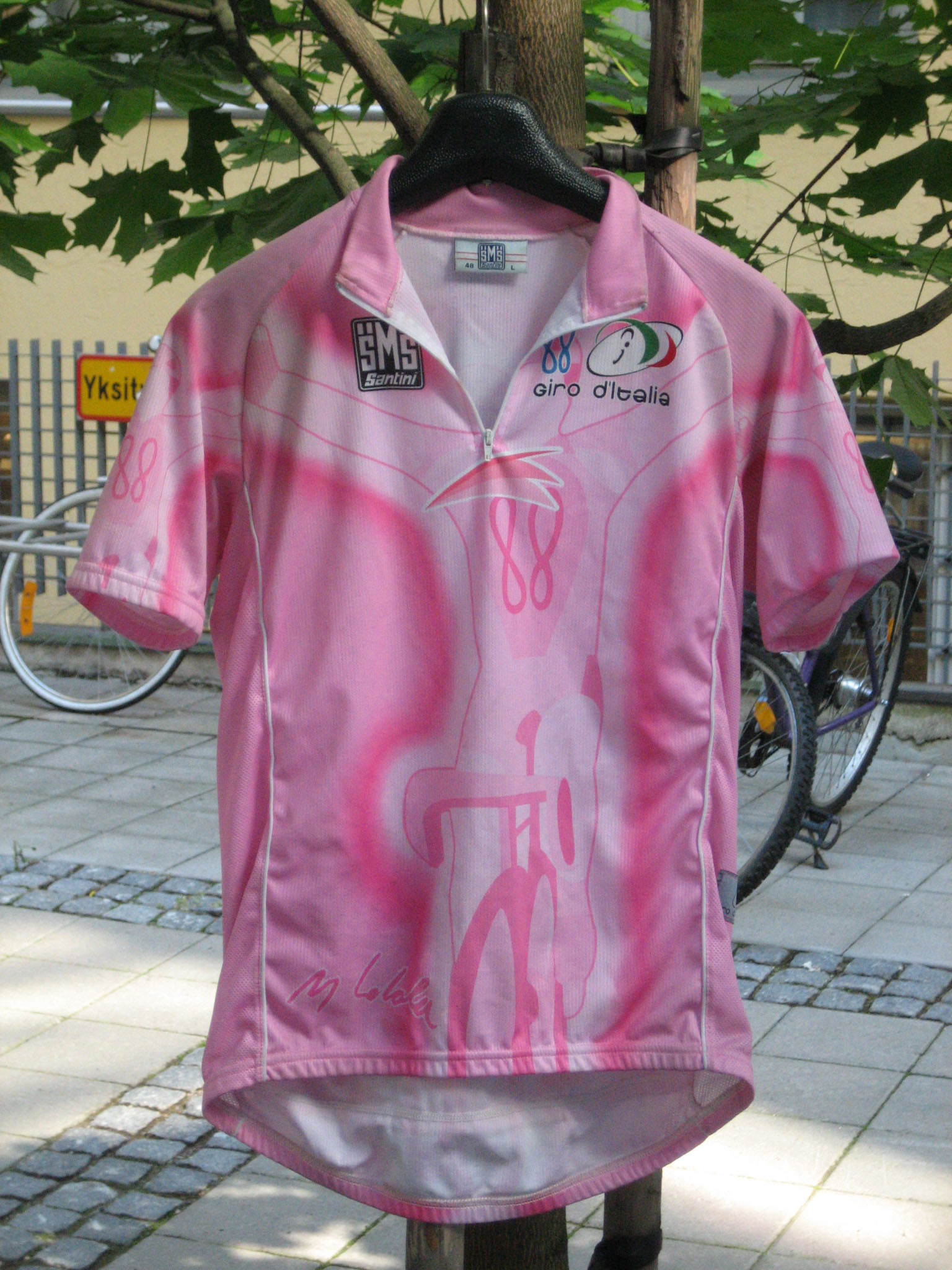
La maglia rosa, il simbolo del primato

Il leader della classifica generale indossa ogni giorno la maglia rosa, lo stesso colore del quotidiano che organizza la corsa, La Gazzetta dello Sport. Il miglior scalatore indossa una maglia azzurra (che ha sostituito la storica maglia verde), mentre il primo nella classifica a punti indossa una maglia ciclamino (nel biennio 1967-1968 e dal 2010-2016 la maglia è stata di colore rosso). Oltre a queste casacche, nel corso degli anni sono state messe in palio una maglia che di volta in volta ha contraddistinto l'ultimo in classifica (maglia nera), una per il miglior giovane (maglia bianca), oppure, come è accaduto negli anni novanta e primi anni 2000, una per la classifica dell'Intergiro (maglia azzurra), traguardo volante posto di solito a metà tappa allo scopo di rendere più movimentata la corsa dalle prime battute. Quattro sono oggi le maglie caratteristiche del Giro d'Italia, indossate durante la gara dai leader delle diverse classifiche:
- La maglia rosa per il corridore con il miglior tempo cumulativo (leader della classifica generale).
- La maglia ciclamino per il corridore che conquista più punti nei traguardi intermedi e sugli arrivi (leader della classifica a punti).
- La maglia azzurra per il corridore che conquista più punti e bonus sulle cime (leader della classifica della montagna).
- La maglia bianca per il corridore che non ha ancora compiuto il venticinquesimo anno di età il 1º gennaio dell'anno in corso con il miglior tempo cumulativo (leader della classifica dei giovani).

Un corridore che guida più di una classifica veste la maglia più prestigiosa, mentre il secondo della classifica minore indossa la maglia subordinata. Vengono assegnati anche un Premio della Combattività e altri premi speciali. Dal 1999 al vincitore viene consegnato il "Trofeo senza fine", composto da una barra di rame bombata, piegata a spirale, che si eleva dalla base in cerchi dapprima più stretti e poi nuovamente più ampi, sui quali sono incisi i nomi di tutti i vincitori.

## Percorso

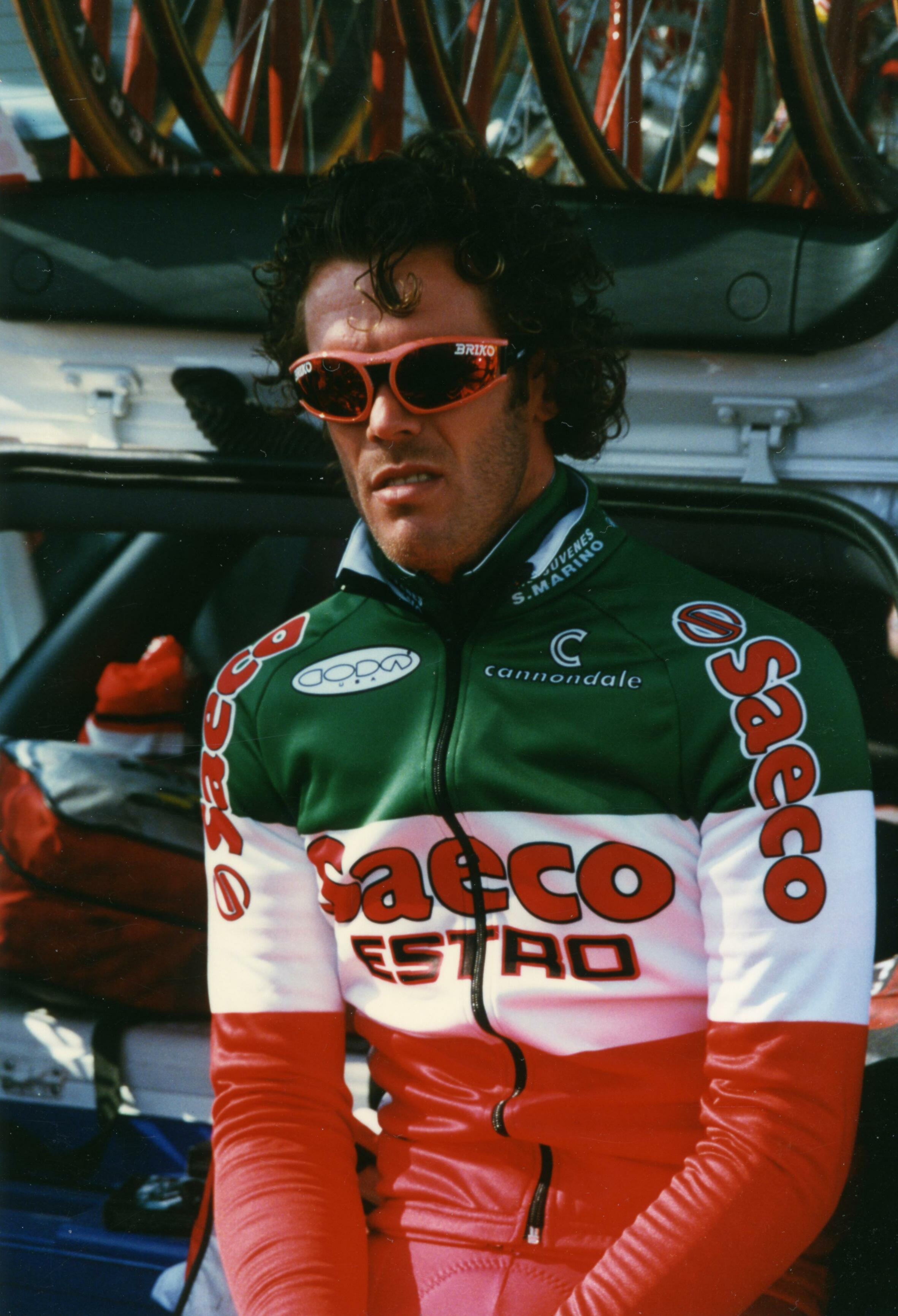
Mario Cipollini, recordman di vittorie al Giro, tutte in tappe conclusesi in volata

Il percorso si snoda tra le regioni d'Italia su tappe in linea e a cronometro di pianura, media-montagna/collina e montagna (Alpi e Appennini).

### Tipologie di tappa

#### Pianeggianti e collinari
Il Giro è composto anche da tappe pianeggianti o di media montagna, che molto spesso prevedono, salvo eccezioni di fughe arrivate o anticipi, arrivi in volata tra i velocisti presenti in corsa; tali frazioni erano prevalentemente considerate di trasferimento per la carovana del Giro, ma nel periodo recente gli organizzatori tendono a disegnare il percorso in modo più diversificato, nel tentativo di aumentare lo spettacolo (e gli imprevisti) per il gruppo. Generalmente la tappa si svolge secondo uno schema preciso, adottato dalle squadre degli sprinter, che lasciano andar via una fuga, controllandone il vantaggio per poi riprenderla negli ultimi chilometri, organizzandosi in seguito in treni di corridori per lanciare la volata al velocista.

#### Montagna

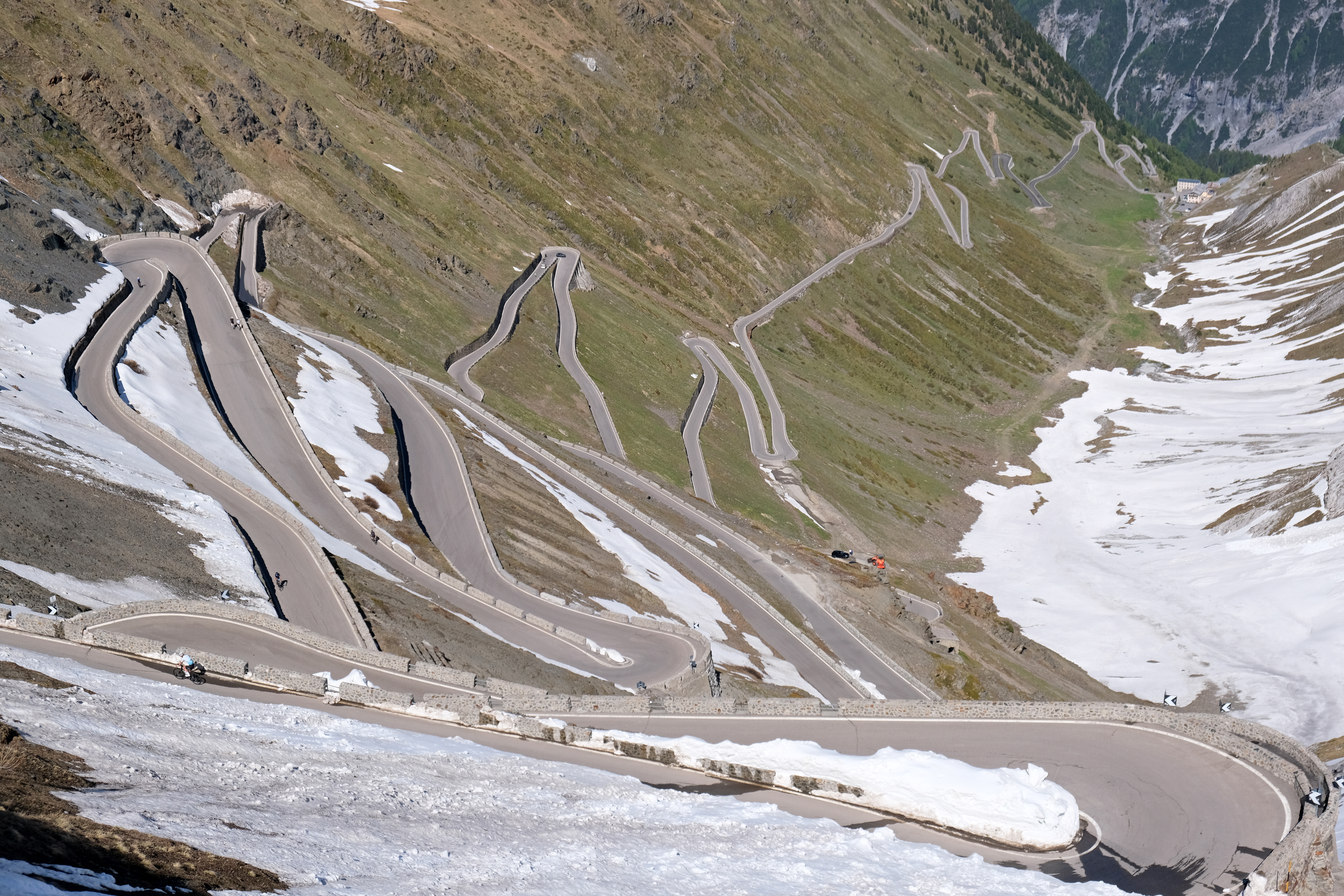
Lo Stelvio, storica salita del Giro

Le tappe in montagna sono la caratteristica principale e il fiore all'occhiello del Giro, sono contraddistinte da una pendenza media molto elevata (con punte che a volte superano il 20%), non sempre a scapito della lunghezza, che le rende diverse da quelle del Tour ed estremamente dure, tanto che mettono alla prova i migliori scalatori al mondo, quasi i soli che, per tradizione, riescono a vincere la Corsa Rosa. Quasi sempre la corsa rosa affronta prima gli Appennini e infine le Alpi. Alle salite mitiche del Giro, prevalentemente dolomitiche e alpine, come ad esempio il Passo dello Stelvio, del Gavia e (dal 1990) del Mortirolo, negli ultimi anni, specialmente sotto la spinta del patron Zomegnan, si sono aggiunte nuove ascese come il Monte Zoncolan e l'Etna.
Sui colli lungo il percorso sono disposti i traguardi (divisi in quattro categorie di difficoltà) che assegnano punti per la maglia azzurra, indicante il miglior scalatore; inoltre ogni anno, al passo di maggior altitudine viene attribuito il titolo di Cima Coppi, mentre alla salita ritenuta più rappresentativa, dal 2004, viene assegnato il nome di Montagna Pantani.

#### Cronometro

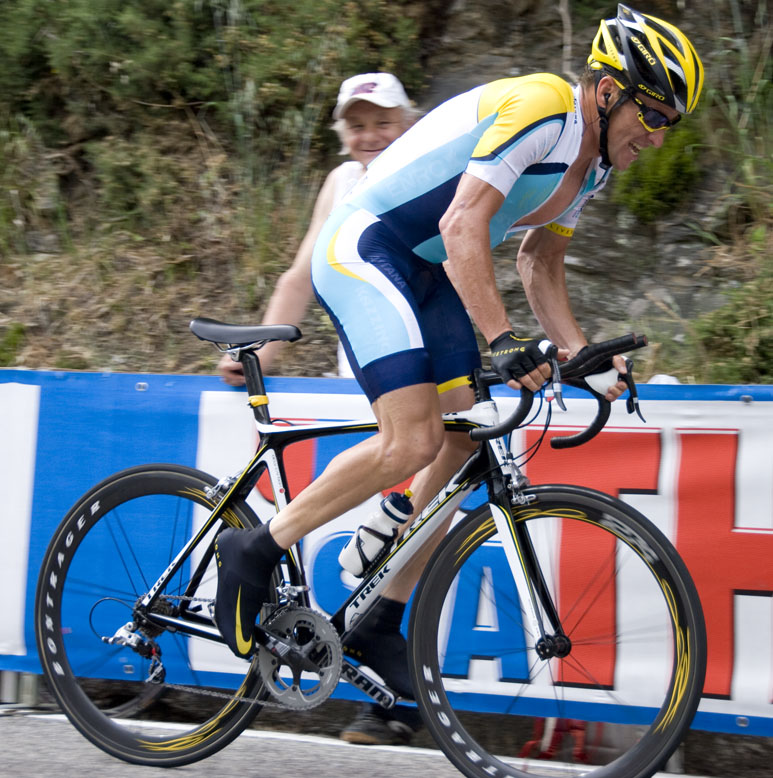
Lance Armstrong a cronometro al Giro 2009

Le cronometro, tappe in cui i corridori partono alla distanza di pochi minuti gli uni dagli altri con lo scopo di realizzare il miglior tempo finale in solitaria, sono leggermente trascurate dalla Corsa Rosa in favore di tappe "classiche", tuttavia dall'edizione 1963 ne è costantemente presente almeno una (spesso una sola quale prima tappa, o all'ultima tappa, in cui però si preferisce una passerella finale, o all'interno delle settimane di corsa). La cronosquadra, tappe a cronometro in cui partecipa l'intera squadra dei vari corridori, sono spesso bistrattate dal Giro, a differenza da quel che accade ad esempio al Tour de France, in cui le cronosquadre sono quasi sempre presenti. Tuttavia dal Giro 2006 al Giro 2015 c'è sempre stata una cronosquadra, spesso quale prima tappa.

### Inizio, fine, sconfinamenti
Per circa mezzo secolo il Giro è iniziato e finito a Milano, città dove ha sede la Gazzetta dello Sport. Anche se con sporadiche eccezioni, questa è stata la regola fino al 1960: da quell'anno, il luogo di partenza è cambiato ogni volta. Per alcuni periodi (1965, 1966, 1968, 1970, 1973, 1975, 1981-1989) anche il luogo d'arrivo è cambiato; dal 1990 è stato ripristinato il tradizionale arrivo a Milano, con un circuito da ripetere più volte che funge da passerella finale, o con cronometro individuali (nell'edizione 2012 e in quella del 2017 queste si sono rivelate decisive per ribaltare l'esito finale della classifica). Dal 2009 il tradizionale arrivo a Milano non è stato sempre rispettato, infatti ci sono state più edizioni che sono terminate in altre città con passerelle finali o cronometro individuali.
Nell'edizione 2009, per commemorare il centenario della manifestazione, l'arrivo è avvenuto a Roma; il Giro si è poi concluso nella capitale anche nel 2018 e dal 2023 almeno sino al 2025. Nel secolo scorso Roma era già stata tappa finale del Giro nel 1911 e nel 1950. Nelle edizioni 2010 e 2019 è terminato a Verona, come già avvenuto nelle edizioni 1981 e 1984. Il Giro d'Italia 2011 è iniziato a Torino, prima capitale d'Italia, per commemorare il 150º anniversario dell'Unità d'Italia. Nel 2013 e 2014 la corsa rosa è finita rispettivamente a Brescia e Trieste. Più volte la "Corsa Rosa" è partita dalla Sicilia o dalla Sardegna (le più recenti nel 2007, 2008, 2017 e 2020), o vi ha transitato.
Il Giro si svolge prevalentemente in Italia, ma non di rado sono inserite partenze o conclusioni di tappa all'estero, specialmente nei paesi confinanti o prossimi come San Marino (1965, 1974, 2019), Francia (1973, 1998, 2002), Principato di Monaco (1966), Svizzera, Austria e Slovenia. Alcune tappe si sono svolte anche in Lussemburgo (1973), Germania Ovest (1973), Paesi Bassi (2002, 2010, 2016), Belgio (1973, 2002, 2006), Germania (2002), Grecia (1996), Danimarca (2012), Regno Unito (2014), Irlanda (2014), Israele (2018), Ungheria (2022) e Albania (2025).
Nel 1973 il Giro ha attraversato in un'unica edizione ben sei paesi esteri (Belgio, Paesi Bassi, Germania Ovest, Lussemburgo, Francia e Svizzera) prima di rientrare in Italia.
| Anno | Paese              | Città              |
| ---- | ------------------ | ------------------ |
| 1965 | San Marino         | San Marino         |
| 1966 | Monaco             | Monaco             |
| 1973 | Belgio             | Verviers           |
| 1974 | Città del Vaticano | Città del Vaticano |
| 1996 | Grecia             | Atene              |
| 1998 | Francia            | Nizza              |
| 2002 | Paesi Bassi        | Groninga           |
| 2006 | Belgio             | Seraing            |
| 2010 | Paesi Bassi        | Amsterdam          |
| 2012 | Danimarca          | Herning            |
| 2014 | Regno Unito        | Belfast            |
| 2016 | Paesi Bassi        | Apeldoorn          |
| 2018 | Israele            | Gerusalemme        |
| 2022 | Ungheria           | Budapest           |
| 2025 | Albania            | Durazzo            |

## Albo d'oro

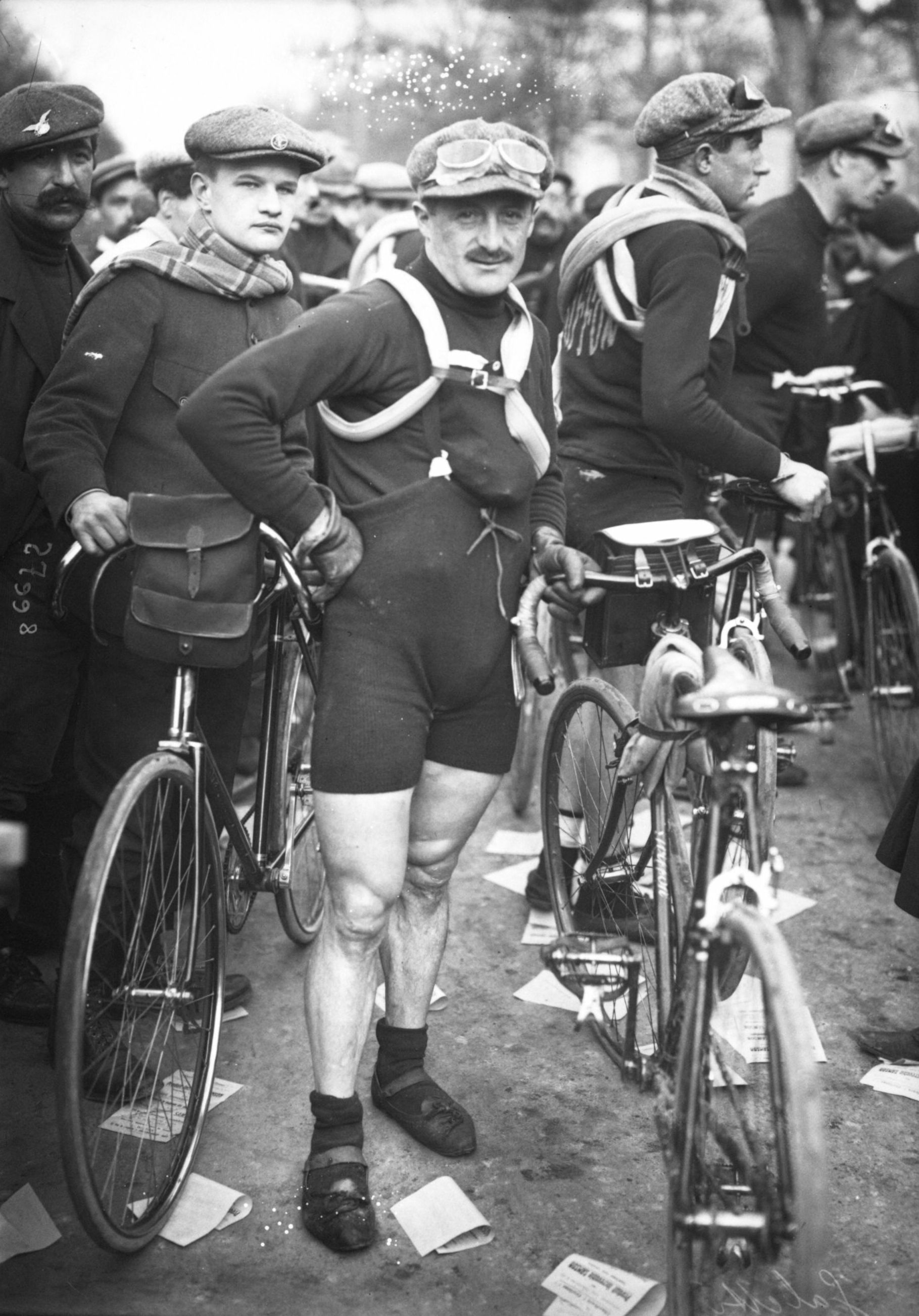
Carlo Galetti

Giovanni Brunero

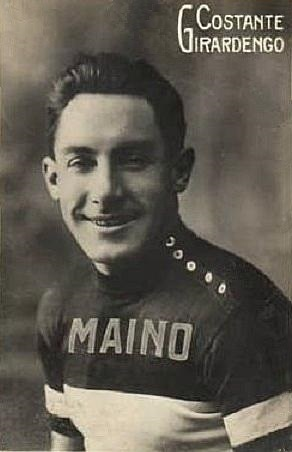
Costante Girardengo

Fiorenzo Magni

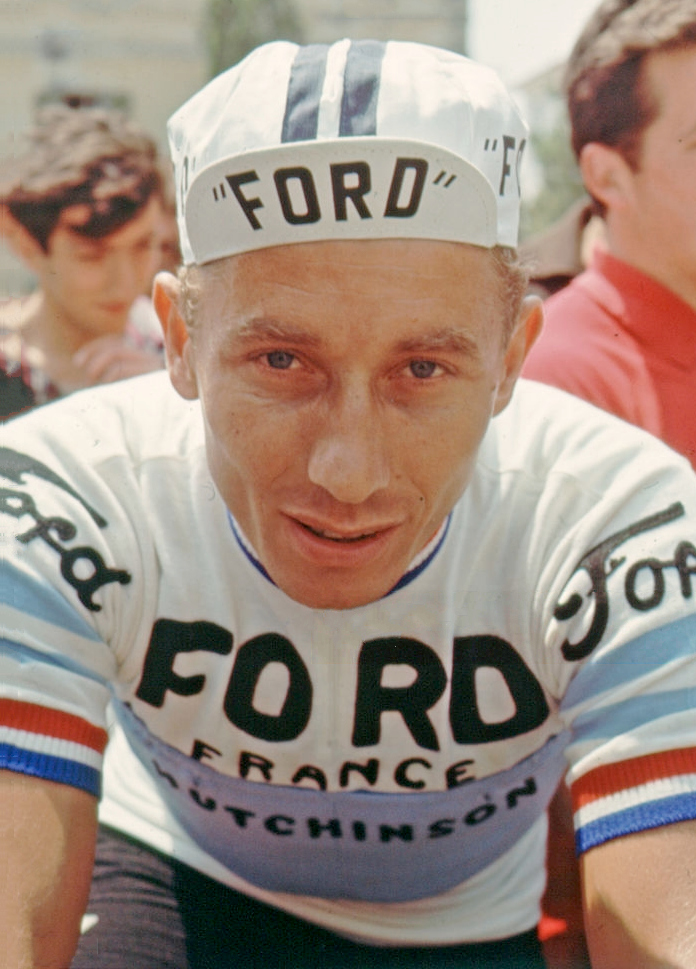
Jacques Anquetil

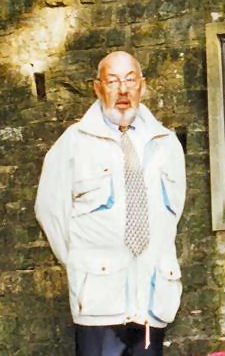
Charly Gaul

Giuseppe Saronni

Ivan Gotti

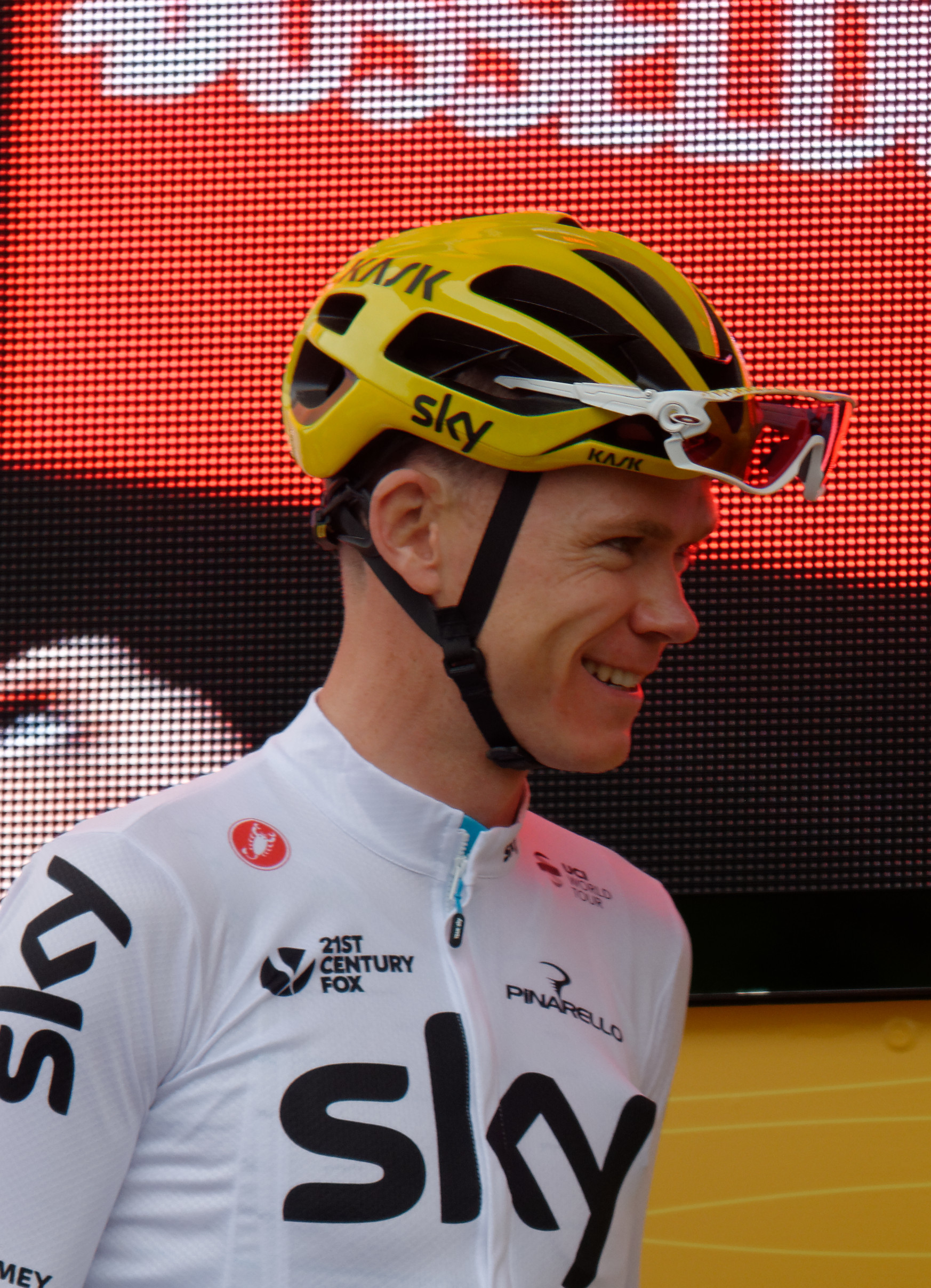
Chris Froome

Aggiornato all'edizione 2025.
| Anno      | Vincitore                                           | Secondo                                             | Terzo                                               |
| --------- | --------------------------------------------------- | --------------------------------------------------- | --------------------------------------------------- |
| 1909      | Luigi Ganna                                         | Carlo Galetti                                       | Giovanni Rossignoli                                 |
| 1910      | Carlo Galetti                                       | Eberardo Pavesi                                     | Luigi Ganna                                         |
| 1911      | Carlo Galetti                                       | Giovanni Rossignoli                                 | Giovanni Gerbi                                      |
| 1912      | Atala                                               | Peugeot                                             | Gerbi                                               |
| 1913      | Carlo Oriani                                        | Eberardo Pavesi                                     | Giuseppe Azzini                                     |
| 1914      | Alfonso Calzolari                                   | Pierino Albini                                      | Luigi Lucotti                                       |
| 1915-1918 | non disputato a causa della prima guerra mondiale   | non disputato a causa della prima guerra mondiale   | non disputato a causa della prima guerra mondiale   |
| 1919      | Costante Girardengo                                 | Gaetano Belloni                                     | Marcel Buysse                                       |
| 1920      | Gaetano Belloni                                     | Angelo Gremo                                        | Jean Alavoine                                       |
| 1921      | Giovanni Brunero                                    | Gaetano Belloni                                     | Bartolomeo Aymo                                     |
| 1922      | Giovanni Brunero                                    | Bartolomeo Aymo                                     | Giuseppe Enrici                                     |
| 1923      | Costante Girardengo                                 | Giovanni Brunero                                    | Bartolomeo Aymo                                     |
| 1924      | Giuseppe Enrici                                     | Federico Gay                                        | Angiolo Gabrielli                                   |
| 1925      | Alfredo Binda                                       | Costante Girardengo                                 | Giovanni Brunero                                    |
| 1926      | Giovanni Brunero                                    | Alfredo Binda                                       | Arturo Bresciani                                    |
| 1927      | Alfredo Binda                                       | Giovanni Brunero                                    | Antonio Negrini                                     |
| 1928      | Alfredo Binda                                       | Giuseppe Pancera                                    | Bartolomeo Aymo                                     |
| 1929      | Alfredo Binda                                       | Domenico Piemontesi                                 | Leonida Frascarelli                                 |
| 1930      | Luigi Marchisio                                     | Luigi Giacobbe                                      | Allegro Grandi                                      |
| 1931      | Francesco Camusso                                   | Luigi Giacobbe                                      | Luigi Marchisio                                     |
| 1932      | Antonio Pesenti                                     | Jef Demuysere                                       | Remo Bertoni                                        |
| 1933      | Alfredo Binda                                       | Jef Demuysere                                       | Domenico Piemontesi                                 |
| 1934      | Learco Guerra                                       | Francesco Camusso                                   | Giovanni Cazzulani                                  |
| 1935      | Vasco Bergamaschi                                   | Giuseppe Martano                                    | Giuseppe Olmo                                       |
| 1936      | Gino Bartali                                        | Giuseppe Olmo                                       | Severino Canavesi                                   |
| 1937      | Gino Bartali                                        | Giovanni Valetti                                    | Enrico Mollo                                        |
| 1938      | Giovanni Valetti                                    | Ezio Cecchi                                         | Severino Canavesi                                   |
| 1939      | Giovanni Valetti                                    | Gino Bartali                                        | Mario Vicini                                        |
| 1940      | Fausto Coppi                                        | Enrico Mollo                                        | Giordano Cottur                                     |
| 1941-1945 | non disputato a causa della seconda guerra mondiale | non disputato a causa della seconda guerra mondiale | non disputato a causa della seconda guerra mondiale |
| 1946      | Gino Bartali                                        | Fausto Coppi                                        | Vito Ortelli                                        |
| 1947      | Fausto Coppi                                        | Gino Bartali                                        | Giulio Bresci                                       |
| 1948      | Fiorenzo Magni                                      | Ezio Cecchi                                         | Giordano Cottur                                     |
| 1949      | Fausto Coppi                                        | Gino Bartali                                        | Giordano Cottur                                     |
| 1950      | Hugo Koblet                                         | Gino Bartali                                        | Alfredo Martini                                     |
| 1951      | Fiorenzo Magni                                      | Rik Van Steenbergen                                 | Ferdi Kübler                                        |
| 1952      | Fausto Coppi                                        | Fiorenzo Magni                                      | Ferdi Kübler                                        |
| 1953      | Fausto Coppi                                        | Hugo Koblet                                         | Pasquale Fornara                                    |
| 1954      | Carlo Clerici                                       | Hugo Koblet                                         | Nino Assirelli                                      |
| 1955      | Fiorenzo Magni                                      | Fausto Coppi                                        | Gastone Nencini                                     |
| 1956      | Charly Gaul                                         | Fiorenzo Magni                                      | Agostino Coletto                                    |
| 1957      | Gastone Nencini                                     | Louison Bobet                                       | Ercole Baldini                                      |
| 1958      | Ercole Baldini                                      | Jean Brankart                                       | Charly Gaul                                         |
| 1959      | Charly Gaul                                         | Jacques Anquetil                                    | Diego Ronchini                                      |
| 1960      | Jacques Anquetil                                    | Gastone Nencini                                     | Charly Gaul                                         |
| 1961      | Arnaldo Pambianco                                   | Jacques Anquetil                                    | Antonio Suárez                                      |
| 1962      | Franco Balmamion                                    | Imerio Massignan                                    | Nino Defilippis                                     |
| 1963      | Franco Balmamion                                    | Vittorio Adorni                                     | Giorgio Zancanaro                                   |
| 1964      | Jacques Anquetil                                    | Italo Zilioli                                       | Guido De Rosso                                      |
| 1965      | Vittorio Adorni                                     | Italo Zilioli                                       | Felice Gimondi                                      |
| 1966      | Gianni Motta                                        | Italo Zilioli                                       | Jacques Anquetil                                    |
| 1967      | Felice Gimondi                                      | Franco Balmamion                                    | Jacques Anquetil                                    |
| 1968      | Eddy Merckx                                         | Vittorio Adorni                                     | Felice Gimondi                                      |
| 1969      | Felice Gimondi                                      | Claudio Michelotto                                  | Italo Zilioli                                       |
| 1970      | Eddy Merckx                                         | Felice Gimondi                                      | Martin Van Den Bossche                              |
| 1971      | Gösta Pettersson                                    | Herman Van Springel                                 | Ugo Colombo                                         |
| 1972      | Eddy Merckx                                         | José Manuel Fuente                                  | Francisco Galdós                                    |
| 1973      | Eddy Merckx                                         | Felice Gimondi                                      | Giovanni Battaglin                                  |
| 1974      | Eddy Merckx                                         | Gianbattista Baronchelli                            | Felice Gimondi                                      |
| 1975      | Fausto Bertoglio                                    | Francisco Galdós                                    | Felice Gimondi                                      |
| 1976      | Felice Gimondi                                      | Johan De Muynck                                     | Fausto Bertoglio                                    |
| 1977      | Michel Pollentier                                   | Francesco Moser                                     | Gianbattista Baronchelli                            |
| 1978      | Johan De Muynck                                     | Gianbattista Baronchelli                            | Francesco Moser                                     |
| 1979      | Giuseppe Saronni                                    | Francesco Moser                                     | Bernt Johansson                                     |
| 1980      | Bernard Hinault                                     | Wladimiro Panizza                                   | Giovanni Battaglin                                  |
| 1981      | Giovanni Battaglin                                  | Tommy Prim                                          | Giuseppe Saronni                                    |
| 1982      | Bernard Hinault                                     | Tommy Prim                                          | Silvano Contini                                     |
| 1983      | Giuseppe Saronni                                    | Roberto Visentini                                   | Alberto Fernández                                   |
| 1984      | Francesco Moser                                     | Laurent Fignon                                      | Moreno Argentin                                     |
| 1985      | Bernard Hinault                                     | Francesco Moser                                     | Greg LeMond                                         |
| 1986      | Roberto Visentini                                   | Giuseppe Saronni                                    | Francesco Moser                                     |
| 1987      | Stephen Roche                                       | Robert Millar                                       | Erik Breukink                                       |
| 1988      | Andrew Hampsten                                     | Erik Breukink                                       | Urs Zimmermann                                      |
| 1989      | Laurent Fignon                                      | Flavio Giupponi                                     | Andrew Hampsten                                     |
| 1990      | Gianni Bugno                                        | Charly Mottet                                       | Marco Giovannetti                                   |
| 1991      | Franco Chioccioli                                   | Claudio Chiappucci                                  | Massimiliano Lelli                                  |
| 1992      | Miguel Indurain                                     | Claudio Chiappucci                                  | Franco Chioccioli                                   |
| 1993      | Miguel Indurain                                     | Pëtr Ugrjumov                                       | Claudio Chiappucci                                  |
| 1994      | Evgenij Berzin                                      | Marco Pantani                                       | Miguel Indurain                                     |
| 1995      | Tony Rominger                                       | Evgenij Berzin                                      | Pëtr Ugrjumov                                       |
| 1996      | Pavel Tonkov                                        | Enrico Zaina                                        | Abraham Olano                                       |
| 1997      | Ivan Gotti                                          | Pavel Tonkov                                        | Giuseppe Guerini                                    |
| 1998      | Marco Pantani                                       | Pavel Tonkov                                        | Giuseppe Guerini                                    |
| 1999      | Ivan Gotti                                          | Paolo Savoldelli                                    | Gilberto Simoni                                     |
| 2000      | Stefano Garzelli                                    | Francesco Casagrande                                | Gilberto Simoni                                     |
| 2001      | Gilberto Simoni                                     | Abraham Olano                                       | Unai Osa                                            |
| 2002      | Paolo Savoldelli                                    | Tyler Hamilton                                      | Pietro Caucchioli                                   |
| 2003      | Gilberto Simoni                                     | Stefano Garzelli                                    | Jaroslav Popovyč                                    |
| 2004      | Damiano Cunego                                      | Serhij Hončar                                       | Gilberto Simoni                                     |
| 2005      | Paolo Savoldelli                                    | Gilberto Simoni                                     | José Rujano                                         |
| 2006      | Ivan Basso                                          | José Enrique Gutiérrez                              | Gilberto Simoni                                     |
| 2007      | Danilo Di Luca                                      | Andy Schleck                                        | Eddy Mazzoleni                                      |
| 2008      | Alberto Contador                                    | Riccardo Riccò                                      | Marzio Bruseghin                                    |
| 2009      | Denis Men'šov                                       | Carlos Sastre                                       | Ivan Basso                                          |
| 2010      | Ivan Basso                                          | David Arroyo                                        | Vincenzo Nibali                                     |
| 2011      | Michele Scarponi                                    | Vincenzo Nibali                                     | John Gadret                                         |
| 2012      | Ryder Hesjedal                                      | Joaquim Rodríguez                                   | Thomas De Gendt                                     |
| 2013      | Vincenzo Nibali                                     | Rigoberto Urán                                      | Cadel Evans                                         |
| 2014      | Nairo Quintana                                      | Rigoberto Urán                                      | Fabio Aru                                           |
| 2015      | Alberto Contador                                    | Fabio Aru                                           | Mikel Landa                                         |
| 2016      | Vincenzo Nibali                                     | Esteban Chaves                                      | Alejandro Valverde                                  |
| 2017      | Tom Dumoulin                                        | Nairo Quintana                                      | Vincenzo Nibali                                     |
| 2018      | Chris Froome                                        | Tom Dumoulin                                        | Miguel Ángel López                                  |
| 2019      | Richard Carapaz                                     | Vincenzo Nibali                                     | Primož Roglič                                       |
| 2020      | Tao Geoghegan Hart                                  | Jai Hindley                                         | Wilco Kelderman                                     |
| 2021      | Egan Bernal                                         | Damiano Caruso                                      | Simon Yates                                         |
| 2022      | Jai Hindley                                         | Richard Carapaz                                     | Mikel Landa                                         |
| 2023      | Primož Roglič                                       | Geraint Thomas                                      | João Almeida                                        |
| 2024      | Tadej Pogačar                                       | Daniel Martínez                                     | Geraint Thomas                                      |
| 2025      | Simon Yates                                         | Isaac Del Toro                                      | Richard Carapaz                                     |

## Statistiche e direttori
Dalla sua nascita ad oggi, in sei hanno ricoperto la carica di direttore del Giro d'Italia:
- dal 1909 al 1948: Armando Cougnet
- dal 1949 al 1992: Vincenzo Torriani
- dal 1993 al 2003: Carmine Castellano
- dal 2004 al 2011: Angelo Zomegnan
- dal 2012 al 2013: Michele Acquarone
- dal 2014: Mauro Vegni

### Vittorie per nazione
Aggiornato al 2025
| Pos. | Nazione     | Vittorie (Vincitori) |
| ---- | ----------- | -------------------- |
| 1    | Italia      | 69 (44)              |
| 2    | Belgio      | 7 (3)                |
| 3    | Francia     | 6 (3)                |
| 4    | Spagna      | 4 (2)                |
| 5    | Svizzera    | 3 (3)                |
| 5    | Russia      | 3 (3)                |
| 5    | Regno Unito | 3 (3)                |
| 8    | Colombia    | 2 (2)                |
| 8    | Lussemburgo | 2 (1)                |
| 8    | Slovenia    | 2 (2)                |
| 11   | Svezia      | 1 (1)                |
| 11   | Irlanda     | 1 (1)                |
| 11   | Stati Uniti | 1 (1)                |
| 11   | Canada      | 1 (1)                |
| 11   | Paesi Bassi | 1 (1)                |
| 11   | Ecuador     | 1 (1)                |
| 11   | Australia   | 1 (1)                |

## Loghi e rete televisiva

Logo utilizzato fino all'edizione 2016.
Logo in uso dall'edizione 2018.

| Rete     | Anno |
| -------- | --- |
| Rai 1    | 1954-1972 (Programma Nazionale), 1981, 1983, 1985, 1987, 1989, 1991                                                       |
| Italia 1 | 1993-1996 |
| Rete 4   | 1997 |
| Rai 3    | 1998-2016 |
| Rai 2    | 1973-1975 (Secondo Programma, solo sintesi nel tardo pomeriggio), 1976-1980, 1982, 1984, 1986, 1988, 1990, 1992, dal 2017 |